# 실업

실업률, 2021

실업(失業, 영어: unemployment) 또는 실직(失職)은 경제협력개발기구(OECD)에 따르면, 특정 연령(보통 15세) 이상의 인구 중 유급 고용 또는 자영업에 종사하지 않으면서 일할 수 있는 상태에 있는 사람들의 비율이다.
실업은 실업률로 측정되는데, 실업률은 경제활동인구(고용된 사람의 총수와 실업자를 합한 수) 대비 실업자 수의 백분율이다.
실업은 다음과 같은 다양한 원인을 가질 수 있다.
- 경기후퇴의 영향을 받을 수 있는 경제의 상태
- 세계화와 국제무역으로 인한 경쟁
- 새로운 기술 및 발명
- 정부의 정책
- 규제 및 시장
- 전쟁, 민중봉기, 자연재해

실업과 경제 상태는 예를 들어, 재정 정책을 통해 한 국가에 의해 영향을 받을 수 있다. 또한, 중앙은행과 같은 한 국가의 통화 당국은 통화 정책을 통해 돈의 가용성과 비용에 영향을 미칠 수 있다.
실업 이론 외에도 경제 시스템 내에서 실업의 영향을 보다 정확하게 모델링하기 위해 몇 가지 실업 분류가 사용된다. 주요 실업 유형 중 일부는 구조적 실업, 마찰적 실업, 경기적 실업, 비자발적 실업 및 고전적 실업을 포함한다. 구조적 실업은 경제의 근본적인 문제와 필요한 기술을 가진 노동자의 공급 및 수요 간의 불균형을 포함하여 노동 시장에 내재된 비효율성에 초점을 맞춘다. 구조적 주장은 파괴적 기술 및 세계화와 관련된 원인과 해결책을 강조한다. 마찰적 실업에 대한 논의는 개인이 자신의 노동 가치를 어떻게 평가하고 그것이 현재 임금 수준과 일자리를 찾는 데 필요한 시간 및 노력을 합산한 것과 비교하여 자발적으로 일하려는 결정에 초점을 맞춘다. 마찰적 실업의 원인과 해결책은 종종 일자리 진입 장벽과 임금 수준을 다룬다.
국제 노동 기구(ILO)에 따르면, 2018년 전 세계적으로 1억 7천2백만 명(보고된 전 세계 노동력의 5%)이 실업 상태였다.
예를 들어, 미국과 같이 설문조사를 사용하거나 일부 유럽 국가와 같이 등록된 실업 시민을 통해 실업률을 측정하는 데 어려움이 있기 때문에, 예를 들어 납세자로 등록된 사람들을 기준으로 한다면 고용률과 같은 통계 수치가 노동 인구와 경제의 상태를 평가하는 데 더 적합할 수 있다.

## 정의, 유형 및 이론

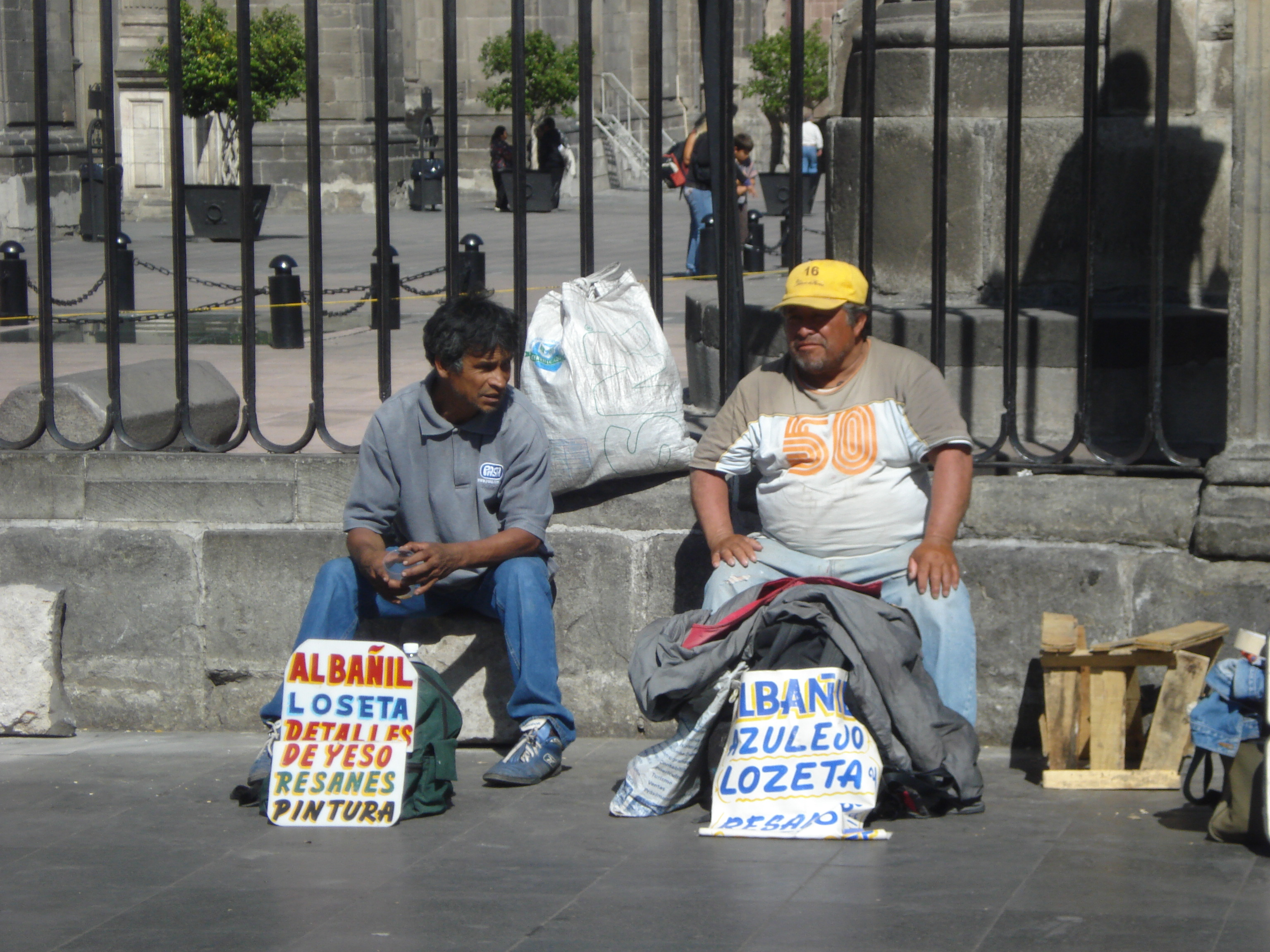
2009년 멕시코의 실업

일자리가 없으면서 일자리를 찾고 있는 상태를 실업이라고 한다. 경제학자들은 경기적 또는 케인스적 실업, 마찰적 실업, 구조적 실업 및 고전적 실업 정의를 포함하여 다양한 중복되는 실업 유형과 이론을 구별한다. 가끔 언급되는 추가적인 실업 유형으로는 계절적 실업, 핵심 실업, 숨겨진 실업이 있다.
경제학 문헌에는 "자발적" 실업과 "비자발적 실업"에 대한 여러 정의가 있었지만, 단순한 구별이 종종 적용된다. 자발적 실업은 개인의 결정에 기인하지만, 비자발적 실업은 개인이 활동하는 사회경제적 환경(시장 구조, 정부 개입, 총수요 수준 포함) 때문에 존재한다. 이러한 측면에서 마찰적 실업의 대부분 또는 전부는 개인의 탐색 행동을 반영하므로 자발적이다. 자발적 실업은 저임금 일자리를 거부하는 노동자를 포함하지만, 비자발적 실업은 경제 위기, 산업 쇠퇴, 회사 파산 또는 조직 재편으로 인해 해고된 노동자를 포함한다.
반면에 경기적 실업, 구조적 실업, 고전적 실업은 본질적으로 거의 비자발적이다. 그러나 구조적 실업의 존재는 과거에 실업자가 내린 선택을 반영할 수 있으며, 고전적(자연) 실업은 노동조합이나 정당이 내린 입법 및 경제적 선택의 결과일 수 있다.
비자발적 실업의 가장 분명한 경우는 임금이 조정될 수 있더라도 실업자보다 일자리 공석이 적고, 따라서 모든 공석이 채워지더라도 일부 실업자는 여전히 남아 있는 경우이다. 이는 거시경제적 요인이 미시경제적 실업을 유발하고, 이 실업이 다시 거시경제적 요인을 악화시킬 수 있는 경기적 실업에서 발생한다.

### 실질 임금 실업
고전적, 자연적 또는 실질 임금 실업은 일자리의 실질 임금이 시장 청산 수준 이상으로 설정되어 구직자 수가 공석 수를 초과할 때 발생한다. 반면에 대부분의 경제학자들은 임금이 생계 임금 이하로 떨어지면 많은 사람들이 노동 시장에서 이탈하여 더 이상 고용을 찾지 않게 된다고 주장한다. 이는 저소득 가구가 공공 복지 시스템을 통해 지원받는 국가에서 특히 그렇다. 이러한 경우 임금은 사람들이 공공 복지를 통해 받는 것보다 고용을 선택하도록 동기를 부여할 만큼 충분히 높아야 한다. 생계 임금 이하의 임금은 위에서 언급한 시나리오에서 노동 시장 참여율을 낮출 가능성이 높다. 또한, 상품 및 서비스 소비는 노동 수요 증가의 주요 동인이다. 높은 임금은 노동자들이 상품 및 서비스를 소비할 수 있는 더 많은 소득을 가지게 한다. 따라서 높은 임금은 일반 소비를 증가시키고 결과적으로 노동 수요가 증가하고 실업률이 감소한다.
많은 경제학자들은 정부 규제 증가와 함께 실업이 증가한다고 주장했다. 예를 들어, 최저임금 법은 일부 저숙련 노동자의 비용을 시장 균형 이상으로 올려서, 현재 시세로 일하고 싶어 하는 사람들이 일할 수 없게 되어(새롭고 더 높은 강제 임금이 이제 그들의 노동 가치보다 커졌기 때문에) 실업이 증가한다. 해고를 제한하는 법은 고용이 더 위험해지기 때문에 기업이 애초에 고용을 덜 하게 만들 수 있다.
그러나 이러한 주장은 실업에 기여하는 수많은 요인을 무시함으로써 임금 수준과 실업률 사이의 관계를 지나치게 단순화한다. 머리 로스바드와 같은 일부 학자들은 사회적 금기조차 임금이 시장 청산 수준으로 떨어지는 것을 막을 수 있다고 주장한다.
Out of Work: Unemployment and Government in the Twentieth-Century America에서 경제학자 리처드 베더와 로웰 갤러웨이는 임금 수준, 생산성, 미국 실업률에 대한 경험적 기록이 고전적 실업 이론을 입증한다고 주장한다. 그들의 데이터는 1900년부터 1990년까지 미국에서 조정된 실질 임금과 실업률 사이에 강한 상관관계가 있음을 보여준다. 그러나 그들은 자신들의 데이터가 외생적 사건을 고려하지 않았다고 주장한다.

### 경기적 실업

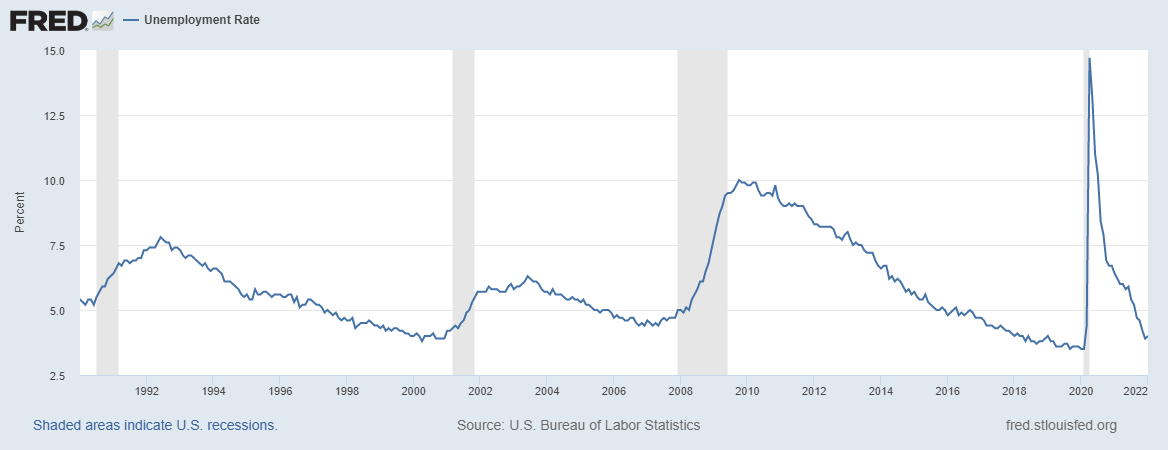
미국 실업률, 1990–2022. 경기후퇴(음영 부분) 중 실업률 증가는 경기적 실업이라 불린다.

경기적 실업, 수요 부족 실업 또는 케인스적 실업은 경제 내에 일하고자 하는 모든 사람에게 일자리를 제공할 만큼의 총수요가 충분하지 않을 때 발생한다. 대부분의 상품 및 서비스에 대한 수요가 감소하고, 생산이 덜 필요하며, 결과적으로 필요한 노동자 수가 줄어들고, 임금은 경직되어 균형 수준으로 떨어지지 않으며, 실업이 발생한다. 그 이름은 경기순환의 빈번한 오르내림에서 유래했지만, 대공황 기간처럼 실업이 지속될 수도 있다.
경기적 실업이 발생하면 실업자 수가 일자리 공석 수를 초과하여 모든 개방된 일자리가 채워지더라도 일부 노동자는 여전히 실업 상태로 남아 있게 된다. 일부는 마찰적 실업과 경기적 실업을 연관시키는데, 이는 마찰을 일으키는 요인이 부분적으로 경기 변동에 의해 발생하기 때문이다. 예를 들어, 예상치 못한 통화량 감소는 갑자기 총수요를 억제하여 노동 수요를 억제할 수 있다.
반면에 케인스 경제학자들은 일자리 공급 부족이 정부 개입으로 해결될 수 있다고 본다. 한 가지 제안된 개입은 고용과 상품 수요를 늘리기 위한 적자 지출을 포함한다. 또 다른 개입은 통화량을 늘리기 위한 확장적 통화 정책으로, 이는 이자율을 낮추고, 결과적으로 비정부 지출의 증가로 이어져야 한다.

### 완전 고용

확장 정책 전후 단기 필립스 곡선 및 장기 필립스 곡선(NAIRU). 그러나 실업률은 장기적으로 인플레이션의 부정확한 예측 변수이다.

수요 기반 이론에서는 상품과 노동자에 대한 총수요를 증가시킴으로써 경기적 실업을 없앨 수 있다. 그러나 경제는 결국 다른 네 가지 유형의 실업이 존재하는 한 "인플레이션 장벽"에 부딪히게 된다. 역사적 경험은 낮은 실업률이 단기적으로는 인플레이션에 영향을 미치지만 장기적으로는 그렇지 않다는 것을 시사한다. 장기적으로는 MZM("화폐 영 만기", 현금 및 이에 상응하는 요구불 예금을 나타냄) 속도와 같은 화폐유통속도 측정치가 낮은 실업률보다 인플레이션을 훨씬 더 잘 예측한다.
일부 수요 이론 경제학자들은 인플레이션 장벽이 자연 실업률과 일치한다고 본다. "자연" 실업률은 노동 시장이 균형을 이루고 인플레이션율 상승 압력도 하락 압력도 없는 상태에서 존재하는 실업률로 정의된다. 이 실업률에 대한 대체 기술 용어는 NAIRU(비가속 인플레이션 실업률)이다. 이름이 무엇이든, 수요 이론은 실업률이 "너무 낮아지면" 임금 및 물가 통제(소득 정책)가 없는 경우 인플레이션이 가속화될 것이라고 주장한다.
NAIRU 이론의 주요 문제점 중 하나는 아무도 NAIRU가 정확히 무엇인지 알지 못하며, 시간이 지남에 따라 분명히 변한다는 것이다. 실제 실업률에 비해 오차 범위가 상당히 클 수 있어 NAIRU를 정책 결정에 사용하기 어렵다.
또 다른 규범적 완전 고용 정의는 이상적인 실업률이라고 불릴 수 있다. 이는 비효율성의 형태를 나타내는 모든 유형의 실업을 제외할 것이다. 이러한 유형의 "완전 고용" 실업은 마찰적 실업에만 해당될 것이며(맥잡 경영 전략을 장려하는 부분은 제외) 따라서 매우 낮을 것이다. 그러나 소득 정책이 없는 한 NAIRU 이하로 떨어져 가속적인 인플레이션을 유발하지 않고는 수요 측면의 케인스적 자극만을 사용하여 이러한 완전 고용 목표를 달성하는 것은 불가능할 것이다. 구조적 실업과 싸우기 위한 훈련 프로그램이 여기서 도움이 될 것이다.
숨겨진 실업이 존재하는 한, 공식적인 실업 통계가 "완전 고용"과 일치하는 실업률에 대한 좋지 않은 지침을 제공한다는 것을 의미한다.

### 구조적 실업

오쿤의 법칙은 실업을 GDP 성장률의 함수로 해석한다.

구조적 실업은 노동 시장이 실업 노동자의 기술과 사용 가능한 일자리에 필요한 기술 사이에 불일치가 있기 때문에 일하고자 하는 모든 사람에게 일자리를 제공할 수 없을 때 발생한다. 구조적 실업은 마찰적 실업과 경험적으로 구분하기 어렵지만, 더 오래 지속된다는 차이가 있다. 마찰적 실업과 마찬가지로 단순한 수요 측면의 자극만으로는 이 유형의 실업을 쉽게 없앨 수 없다.
구조적 실업은 지속적인 경기적 실업에 의해 증가할 수도 있다. 만약 경제가 장기적인 낮은 총수요에 시달린다면, 많은 실업자들이 낙담하고 그들의 기술(구직 기술 포함)이 "녹슬고" 쓸모없게 된다는 것을 의미한다. 부채 문제는 노숙과 빈곤의 악순환으로 이어질 수 있으며, 이는 이러한 영향을 받은 사람들이 경제 회복 시 생성되는 일자리 공석에 적합하지 않을 수 있음을 의미한다. 이는 지속적인 높은 수요가 구조적 실업을 낮출 수 있음을 시사한다. 구조적 실업의 지속성에 대한 이 이론은 경로 의존성 또는 "이력 현상"의 예로 언급되었다.
노동자를 기계가 대체하여 발생하는 기술적 실업의 대부분은 구조적 실업으로 분류될 수 있다. 또는 기술적 실업은 노동 생산성의 꾸준한 증가가 매년 동일한 수준의 산출물을 생산하는 데 더 적은 노동자가 필요하다는 것을 의미하는 방식을 나타낼 수 있다. 총수요를 증가시켜 이 문제를 해결할 수 있다는 사실은 문제가 오히려 경기적 실업이라는 것을 시사한다. 오쿤의 법칙이 나타내듯이, 수요 측면은 증가하는 노동력뿐만 아니라 증가된 노동 생산성으로 인해 실업 상태가 된 노동자도 흡수할 만큼 충분히 빠르게 성장해야 한다.
계절적 실업은 특정 종류의 일자리(건설 및 이동 농업)와 관련되어 있으므로 일종의 구조적 실업으로 간주될 수 있다. 가장 많이 인용되는 공식 실업 측정치는 "계절 조정" 기술을 사용하여 이러한 종류의 실업을 통계에서 제거한다. 이는 상당하고 영구적인 구조적 실업으로 이어진다.

### 마찰적 실업

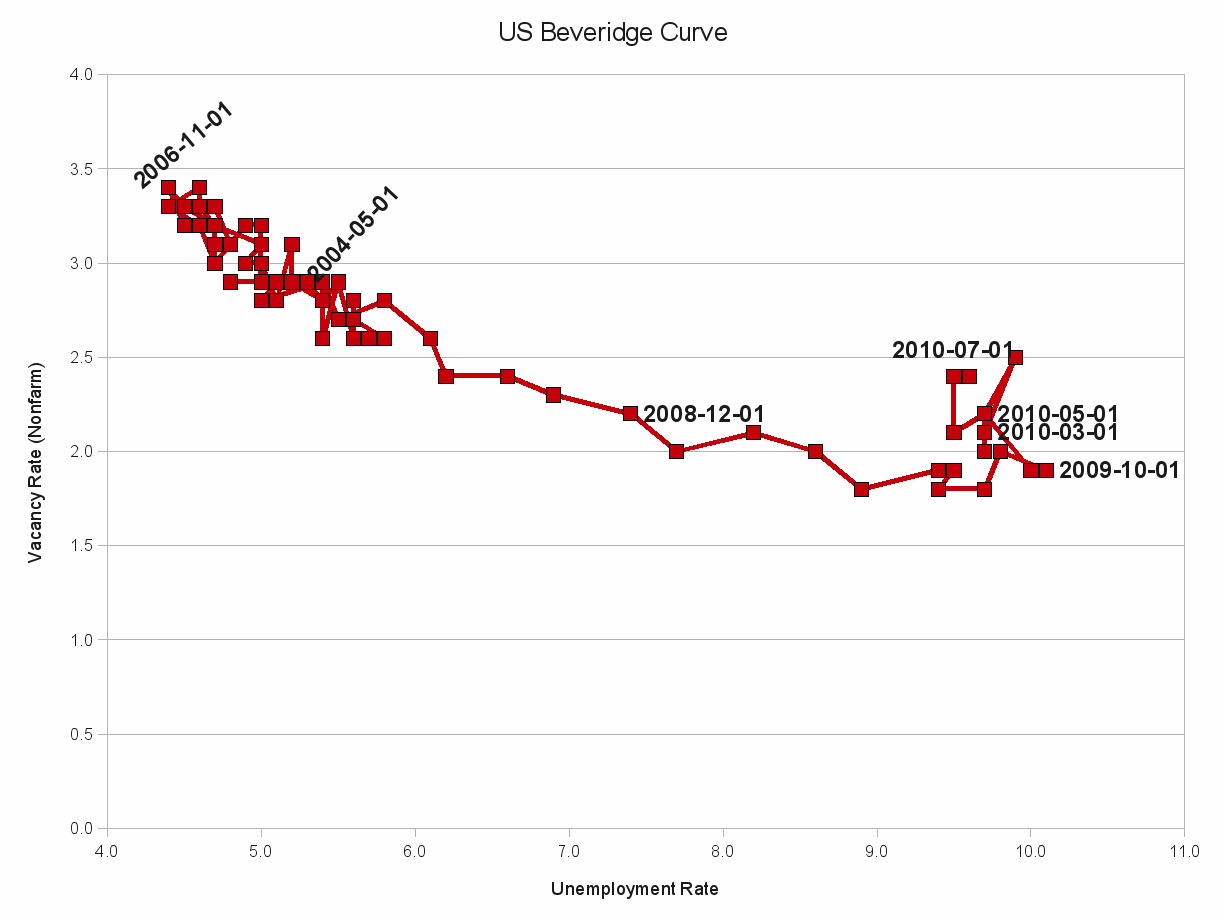
2004년 베버리지 곡선 일자리 공석률 및 실업률(미국 노동통계국 제공)

마찰적 실업은 노동자가 한 일자리에서 다른 일자리로 탐색하거나 전환하는 동안의 시간이다. 때로는 탐색 실업이라고도 불리며, 실업자의 상황에 따라 자발적일 수 있다. 마찰적 실업은 일자리와 노동자 모두가 이질적이며, 공급과 수요의 특성 사이에 불일치가 발생할 수 있기 때문에 존재한다. 이러한 불일치는 기술, 임금, 근무 시간, 위치, 계절 산업, 태도, 취향 및 수많은 다른 요인과 관련될 수 있다. 신규 진입자(예: 졸업생) 및 재진입자(예: 전업주부)도 마찰적 실업을 겪을 수 있다.
노동자와 고용주는 일정 수준의 불완전성, 위험 또는 타협을 받아들이지만, 보통 즉시 그렇지는 않다. 그들은 더 나은 일치점을 찾기 위해 시간과 노력을 투자할 것이다. 이는 실제로 자원 배분을 더 잘하기 때문에 경제에 유익하다. 그러나 탐색이 너무 오래 걸리고 불일치가 너무 자주 발생하면 일부 작업이 완료되지 않으므로 경제는 어려움을 겪는다. 따라서 정부는 교육, 조언, 훈련 및 보육과 같은 지원을 포함한 여러 수단을 통해 불필요한 마찰적 실업을 줄이는 방법을 모색할 것이다.
노동 시장의 마찰은 때때로 베버리지 곡선으로 시각적으로 설명된다. 베버리지 곡선은 한 축에는 실업률을, 다른 축에는 공석률을 보여주는 하향 경사형 볼록 곡선이다. 노동 공급 또는 수요의 변화는 곡선을 따라 이동을 유발한다. 노동 시장 마찰의 증가 또는 감소는 곡선을 바깥쪽 또는 안쪽으로 이동시킨다.

### 숨겨진 실업
공식 통계는 숨겨진 실업 또는 가려진 실업으로 인해 실업률을 종종 과소평가한다. 이는 통계 수집 방식 때문에 공식 실업 통계에 반영되지 않는 잠재적 노동자의 실업을 의미한다. 많은 국가에서는 일자리가 없지만 적극적으로 구직 활동을 하고 있거나 사회 보장 혜택을 받을 자격이 있는 사람들만 실업자로 간주한다. 구직 활동을 포기한 사람들과 때로는 정부 "재훈련" 프로그램에 참여하는 사람들은 고용되지 않았음에도 불구하고 공식적으로 실업자에 포함되지 않는다.
이 통계는 또한 "불완전 고용자", 즉 자신이 원하는 것보다 적은 시간 일하거나 자신의 능력에 잘 맞지 않는 직업에서 일하는 사람들을 포함하지 않는다. 또한, 취업 연령이지만 현재 풀타임 교육을 받고 있는 사람들은 일반적으로 정부 통계에서 실업자로 간주되지 않는다. 야생 지역에서 채집, 사냥, 목축 및 농업으로 살아가는 전통적인 원주민 사회의 실업자는 실업 통계에 포함될 수도 있고 포함되지 않을 수도 있다.

### 장기 실업
장기 실업(LTU)은 유럽 연합 통계에서 1년 이상 지속되는 실업으로 정의된다(2년 이상 지속되는 실업은 초장기 실업으로 정의된다). 미국 미국 노동통계국(BLS)은 현재 장기 실업률을 1.9%로 보고하며, 이를 27주 이상 지속되는 실업으로 정의한다. 장기 실업은 구조적 실업의 한 구성 요소로, 모든 사회 집단, 산업, 직업 및 모든 교육 수준에 장기 실업이 존재한다.
2015년에 유럽 위원회는 장기 실업을 줄이는 방법에 대한 권고를 발표했다. 이는 정부에 다음을 권고했다.
- 장기 실업자들이 고용 서비스에 등록하도록 장려한다.
- 등록된 각 장기 실업자에게 18개월 이내에 그들의 필요와 잠재력을 파악하기 위한 개별 심층 평가를 제공한다.
- 모든 등록된 장기 실업자에게 18개월 이내에 맞춤형 취업 통합 협정(JIA)을 제공한다. 여기에는 멘토링, 구직 지원, 추가 교육 및 훈련, 주거, 교통, 아동 및 보육 서비스, 재활 지원과 같은 조치가 포함될 수 있다. 각 사람은 이러한 지원에 접근하기 위한 단일 연락 지점을 가지며, 이는 고용주와 협력하여 구현될 것이다.

2017년부터 2019년까지 유럽연합 회원국에서 시행된 해결책을 연구하고 정부 행동을 안내하는 도구 키트를 생산하기 위한 장기 실업 프로젝트를 실행했다. 2019년에 진행 상황이 평가되었다.

### 마르크스주의 실업 이론
마르크스주의자들은 경제적 수요와 고용 간의 관계에 대한 케인스주의적 관점을 공유하지만, 시장 시스템의 임금 삭감 경향과 기업 수준에서의 노동 참여 감소가 전체 경제의 총수요 감소를 초래하여, 자본 축적(투자) 단계의 경제 성장이 계속되기 전에 실업 위기와 저경제 활동 기간을 유발한다는 점에 유의한다. 카를 마르크스에 따르면, 실업은 불안정한 자본주의 시스템에 내재되어 있으며 대규모 실업의 주기적인 위기는 예상될 수 있다. 그는 실업이 불가피하며 자본주의 시스템의 필수적인 부분이며, 회복과 재성장도 그 과정의 일부라고 이론화했다. 자본주의 시스템 내에서 프롤레타리아의 기능은 임금에 하향 압력을 가하는 "산업예비군"을 제공하는 것이다. 이는 프롤레타리아를 잉여 노동(고용자)과 불완전 고용(실업자)으로 나눔으로써 달성된다. 이 산업예비군은 부족한 일자리를 놓고 점점 더 낮은 임금으로 서로 싸운다. 얼핏 보기에 실업은 실업 노동자들이 이윤을 증가시키지 않으므로 비효율적으로 보이지만, 실업은 전 세계 자본주의 시스템 내에서 수익성이 높다. 왜냐하면 실업은 소유자 관점에서 비용인 임금을 낮추기 때문이다. 이러한 관점에서 낮은 임금은 경제적 지대를 줄임으로써 시스템에 이익이 된다. 그러나 노동자에게는 이익이 되지 않는다. 카를 마르크스에 따르면 노동자(프롤레타리아)는 자본을 생산하여 부르주아지를 이롭게 한다. 자본주의 시스템은 실업을 영속화하여 노동자들의 공정한 임금 요구를 낮춤으로써 노동 시장을 불공정하게 조작한다. 노동자들은 소유주의 이윤 증가를 위해 서로 대립한다. 마르크스는 자본주의적 생산 양식의 결과로 노동자들이 경제적 정체성을 통해 소외와 소외를 경험했다고 주장했다. 마르크스에 따르면 실업을 영구적으로 제거하는 유일한 방법은 자본주의와 강제적인 임금 경쟁 시스템을 폐지하고 사회주의 또는 공산주의 경제 시스템으로 전환하는 것이다. 현대 마르크스주의자들에게 지속적인 실업의 존재는 자본주의가 완전 고용을 보장할 수 없다는 증거이다.

### 경제활동인구 참여율

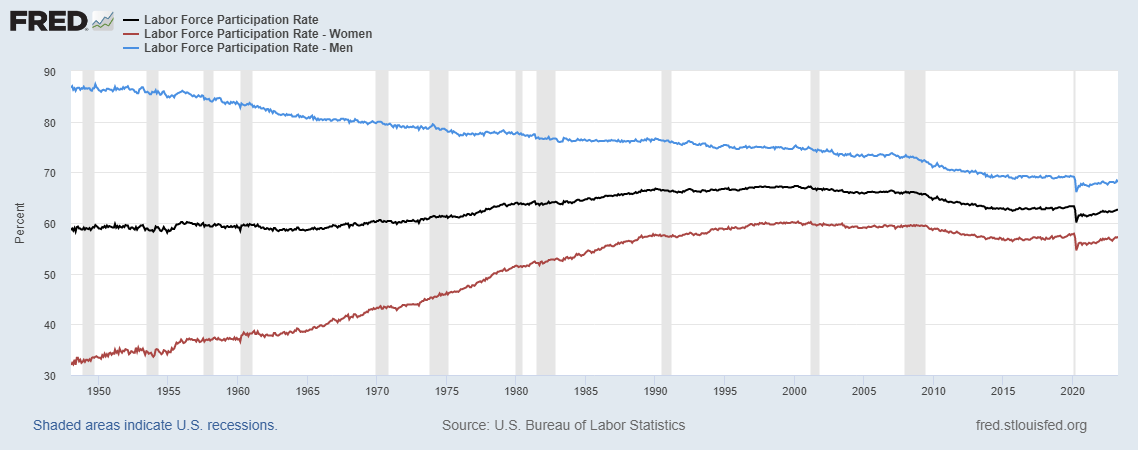
1948년부터 2021년까지 미국 성별 경제활동인구 참여율
남성 참여
전체 경제활동인구 참여
여성 참여

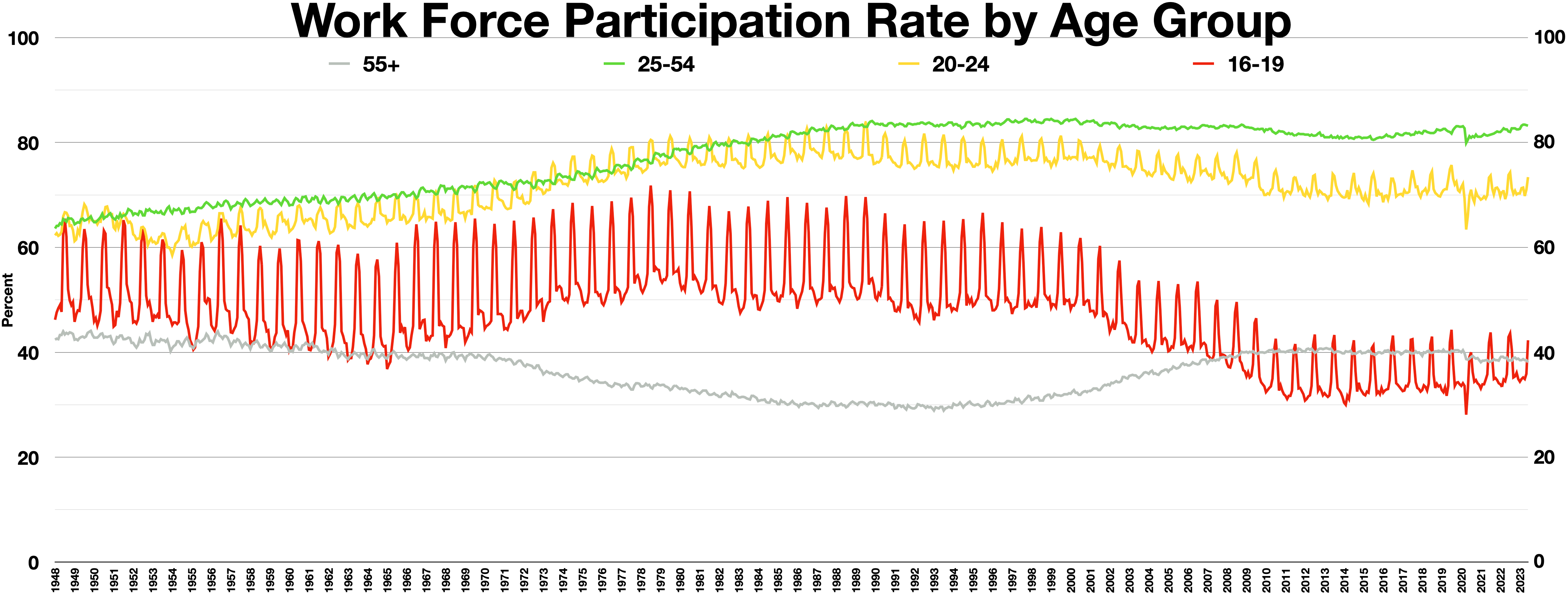

경제활동인구 참여율은 경제활동인구와 해당 코호트의 전체 규모(동일 연령대의 국민 인구) 간의 비율이다. 서구에서는 20세기 후반에 여성의 직장 진출 증가로 인해 경제활동인구 참여율이 크게 증가했다.
미국에서는 여성의 노동력 참여에 있어 네 가지 중요한 단계가 있었다. 20세기에는 증가하고 21세기에는 감소했다. 남성 노동력 참여는 1953년부터 2013년까지 감소했다. 2013년 10월 이후, 남성들은 노동력에 점차적으로 더 많이 합류하고 있다.
19세기 후반부터 1920년대까지는 집 밖에서 일하는 여성이 거의 없었다. 이들은 대개 결혼 시 노동력을 그만두는 젊은 미혼 여성으로, 가족이 두 가지 소득을 필요로 하지 않는 한 그러했다. 이러한 여성들은 주로 섬유 제조 산업이나 하인으로 일했다. 이 직업은 여성에게 권한을 부여하고 생활 임금을 벌 수 있도록 해주었다. 때로는 가족에게 재정적인 도움을 주기도 했다.
1930년에서 1950년 사이에 여성의 노동력 참여는 주로 사무직 노동자에 대한 수요 증가, 여성의 고등학교 진학 증가, 그리고 가사 노동에 소요되는 시간을 줄여준 전기화로 인해 증가했다. 1950년대부터 1970년대 초까지 대부분의 여성은 주로 비서, 교사, 간호사, 사서(핑크칼라 직업)로 일하는 보조 수입원이었다.
1970년대 중반부터 1990년대 후반까지는 제2세대 여성주의 운동에서 비롯된 다양한 요인으로 인해 여성의 노동력 혁명 시기가 있었다. 여성들은 노동 시장에 진입하고 경쟁하는 데 필요한 더 적합한 대학 전공에 투자함으로써 자신의 미래를 더 정확하게 계획했다. 미국에서 여성 노동력 참여율은 1948년 약 33%에서 2000년 60.3%로 최고조에 달했다. 2015년 4월 기준으로 여성 노동력 참여율은 56.6%, 남성 노동력 참여율은 69.4%, 전체는 62.8%이다.
현대 경제학의 일반적인 이론은 1950년대부터 1990년대까지 미국 노동력에 참여하는 여성의 증가가 새로운 피임 기술인 경구 피임약의 도입과 성인 연령 법률의 조정으로 인해 발생했다고 주장한다. 피임약 사용은 여성들에게 관계를 유지하면서 경력을 투자하고 발전시킬 수 있는 유연성을 제공했다. 임신 시기를 통제할 수 있었기 때문에 경력 선택을 방해할 위험이 없었다. 그러나 실제로 피임약을 사용한 인구는 40%에 불과했다.
이는 다른 요인들이 여성들이 자신의 경력을 발전시키는 데 투자하는 데 기여했을 수 있음을 의미한다. 한 가지 요인은 남성들이 결혼 연령을 늦추는 수가 증가하여 여성들이 나이든 남성의 자질에 대해 걱정하지 않고 나중에 결혼할 수 있게 된 것일 수 있다. 다른 요인으로는 기계가 육체 노동을 대체하여 많은 전통적인 남성 직업을 없애고, 많은 일자리가 성 중립적인 서비스 부문의 부상과 함께 일의 성격이 변화한 것 등이 있다.
이러한 추세에 기여했을 수 있는 또 다른 요인은 성별에 따른 임금 격차를 없애는 것을 목표로 한 1963년 동일 임금법이었다. 이러한 법안은 성 차별을 줄이고, 가족과 자녀 양육을 돕기 위해 공정한 보상을 받음으로써 더 많은 여성이 노동 시장에 진출하도록 장려했다.
21세기 초, 노동력 참여는 오랜 증가 기간을 역전시키기 시작했다. 이러한 변화의 이유로는 고령 노동자 비율 증가, 젊은 노동자들의 학업 등록률 증가, 여성 노동력 참여 감소 등이 있다.
경제활동인구 참여율은 인구 증가율이 고용된 사람과 실업자를 합한 것보다 클 때 감소할 수 있다. 경제활동인구 참여율은 생산성만큼이나 중요한 장기 경제 성장의 핵심 구성 요소이다.
대침체가 끝나갈 무렵인 대략 그 시점부터 여성들이 미국과 다른 선진국에서 노동 시장을 떠나기 시작하면서 역사적인 변화가 시작되었다. 미국 여성의 노동력 참여율은 2009년 이후 꾸준히 감소하여 2015년 4월 기준으로 1988년 수준인 56.6%로 되돌아갔다.
참여율은 다음과 같이 정의된다.
| Pop = 총인구                                                | LF = 노동력 = U + E     |
| LFpop = 노동력 인구 (일반적으로 15-64세 모든 남녀로 정의됨) | p = 참여율 = LF / LFpop |
| E = 고용된 인원                                             | e = 고용률 = E / LFpop  |
| U = 실업자 수                                               | u = 실업률 = U / LF     |

노동력 참여율은 실업률 증가와 고용 증가가 동시에 발생할 수 있는 이유를 설명한다. 만약 많은 수의 신규 노동자가 노동력에 진입하지만 그 중 소수만이 고용된다면, 실업자 수의 증가가 고용 증가를 앞지를 수 있다.

### 인구 대비 실업률
인구 대비 실업률은 전체 인구 대비 실업자의 비율을 계산한다. 이는 활동 인구 대비 실업자 비율을 계산하는 실업률과 대조된다. 특히 15세에서 24세 사이의 많은 젊은이들은 전일제로 학업에 종사하고 있으므로 일하지도 않고 일자리를 찾지도 않는다. 이는 그들이 노동력의 일부가 아니라는 것을 의미하며, 노동력은 실업률을 계산할 때 분모로 사용된다.

### 청년 실업
청년 실업(靑年失業)이란 일을 할 수 있는 청년들이 일자리를 구하지 못하거나 일할 기회를 가지지 못하는 일을 말한다.

## 측정
각국 통계청이 실업률을 측정하는 방식에는 차이가 있다. 이러한 차이로 인해 국제 실업 데이터 비교의 유효성이 제한될 수 있다. 이러한 차이는 각국 통계청이 국제 노동 기구의 실업 정의를 점점 더 많이 채택하고 있음에도 불구하고 어느 정도 남아 있다. 국제 비교를 용이하게 하기 위해 경제협력개발기구, 유럽 연합 통계국, 국제 노동 비교 프로그램과 같은 일부 기관은 국가 간 비교 가능성을 위해 실업 데이터를 조정한다.
많은 사람들이 실업자 수를 중요하게 생각하지만, 경제학자들은 일반적으로 실업률에 초점을 맞춘다. 이는 인구 증가와 인구 대비 노동력 증가로 인한 고용 인원 증가를 보정한다. 실업률은 백분율로 표시되며 다음과 같이 계산된다.
{\displaystyle {\text{실업률}}={\frac {\text{실업 노동자}}{\text{총 노동력}}}\times 100}
국제 노동 기구의 정의에 따르면, "실업 노동자"는 현재 일하지 않지만 유급으로 일할 의향과 능력이 있고, 현재 일할 수 있으며, 적극적으로 구직 활동을 한 사람들을 말한다.
적극적으로 구직 활동을 하는 개인은 고용주와 접촉하거나, 구직 면접을 보거나, 직업 소개소에 연락하거나, 이력서를 보내거나, 지원서를 제출하거나, 광고에 응답하는 등 이전 4주 이내에 적극적인 구직 활동을 해야 한다. 단순히 광고를 보고 응답하지 않는 것은 적극적인 구직 활동으로 간주되지 않는다. 모든 실업이 "공개"되어 정부 기관에서 집계되지 않을 수 있으므로, 공식 실업 통계는 정확하지 않을 수 있다. 예를 들어, 미국에서는 실업률이 비상근 노동자나 대학에 다니거나 일자리를 찾으려다 포기하여 적극적으로 고용을 찾지 않는 개인을 고려하지 않는다.
OECD, Eurostat, 미국 미국 노동통계국에 따르면 실업률은 노동력의 백분율로 표시되는 실업자 수이다.
"실업자는 유럽 연합 통계국이 국제 노동 기구 지침에 따라 다음과 같이 정의한다.
- 15세에서 74세 사이의 사람(이탈리아, 스페인, 영국, 아이슬란드, 노르웨이: 16세에서 74세);
- 기준 주 동안 일하지 않은 사람;
- 다음 2주 이내에 일을 시작할 수 있는 사람(또는 다음 3개월 이내에 시작할 일자리를 이미 찾은 사람);
- 지난 4주 동안 언제든 적극적으로 고용을 찾은 사람."[42]

노동력 또는 노동 인구는 고용된 사람(직원 및 자영업자)과 실업자를 모두 포함하지만, 미취학 아동, 학생 및 연금 수급자와 같은 비경제활동인구는 포함하지 않는다.
개별 국가의 실업률은 일반적으로 각국 통계청에서 월별, 분기별, 연간으로 계산하고 보고한다. OECD와 같은 기관은 모든 회원국의 통계를 보고한다.
일부 국가는 정부 고용기관에 실업자로 등록된 시민에게 일정 기간 동안 실업급여를 제공한다. 또한, 연금 수령권 또는 청구권은 정부 고용기관 등록 여부에 따라 달라질 수 있다.
독일과 같은 많은 국가에서는 실업률이 실업자로 등록된 사람들의 수에 기반한다. 미국과 같은 다른 국가에서는 노동력 조사를 사용하여 실업률을 계산한다.
ILO는 실업률을 계산하는 네 가지 다른 방법을 설명한다.
- 노동력 표본 조사: 가장 포괄적인 결과를 제공하고 인종 및 성별과 같은 다양한 그룹 범주별 실업률 계산을 가능하게 하므로 가장 선호되는 실업률 계산 방법이다. 이 방법은 국제적으로 가장 비교 가능하다.
- 공식 추정: 다른 세 가지 방법 중 하나 이상에서 얻은 정보를 조합하여 결정된다. 이 방법의 사용은 노동력 조사를 선호하여 감소하고 있다.
- 사회 보험 통계: 실업 급여와 같은 사회 보험 통계는 총 노동력을 나타내는 보험 가입자 수와 급여를 받고 있는 보험 가입자 수를 기준으로 계산된다. 이 방법은 사람이 일자리를 찾기 전에 급여가 만료되기 때문에 심하게 비판받았다.
- 고용 사무소 통계: 고용 사무소에 등록된 실업자 수를 월별로 집계하는 것이므로 가장 효과적이지 않다. 이 방법은 또한 ILO 정의에 따라 실업자가 아닌 사람들도 포함한다.

실업의 주요 측정 기준인 U3는 국가 간 비교를 가능하게 한다. 실업률은 국가마다, 그리고 다른 기간마다 다르다. 예를 들어, 1990년대와 2000년대에 미국은 유럽 연합의 많은 국가보다 낮은 실업률을 보였는데, 유럽 연합 내에서도 영국과 덴마크가 이탈리아와 프랑스보다 좋은 성과를 보이며 상당한 내부적 차이를 보였다. 그러나 대공황과 같은 큰 경제 사건은 전 세계적으로 유사한 실업률로 이어질 수 있다.
2013년에 ILO는 실업률을 측정하는 새로운 지표를 도입하기 위한 결의안을 채택했다.
- LU1: 실업률: [실업자 수 / 노동력] × 100
- LU2: 시간 관련 불완전 고용 및 실업 결합률: [(시간 관련 불완전 고용자 수 + 실업자 수) / 노동력]

x 100
- LU3: 실업 및 잠재 노동력 결합률: [(실업자 수 + 잠재 노동력) / (확장 노동력)] × 100
- LU4: 노동 활용률 종합 측정: [(시간 관련 불완전 고용자 수 + 실업자 수 + 잠재 노동력) / (확장 노동력)] × 100

### 유럽 연합(유럽 연합 통계국)

2021년 유럽 실업률(월드뱅크 자료)

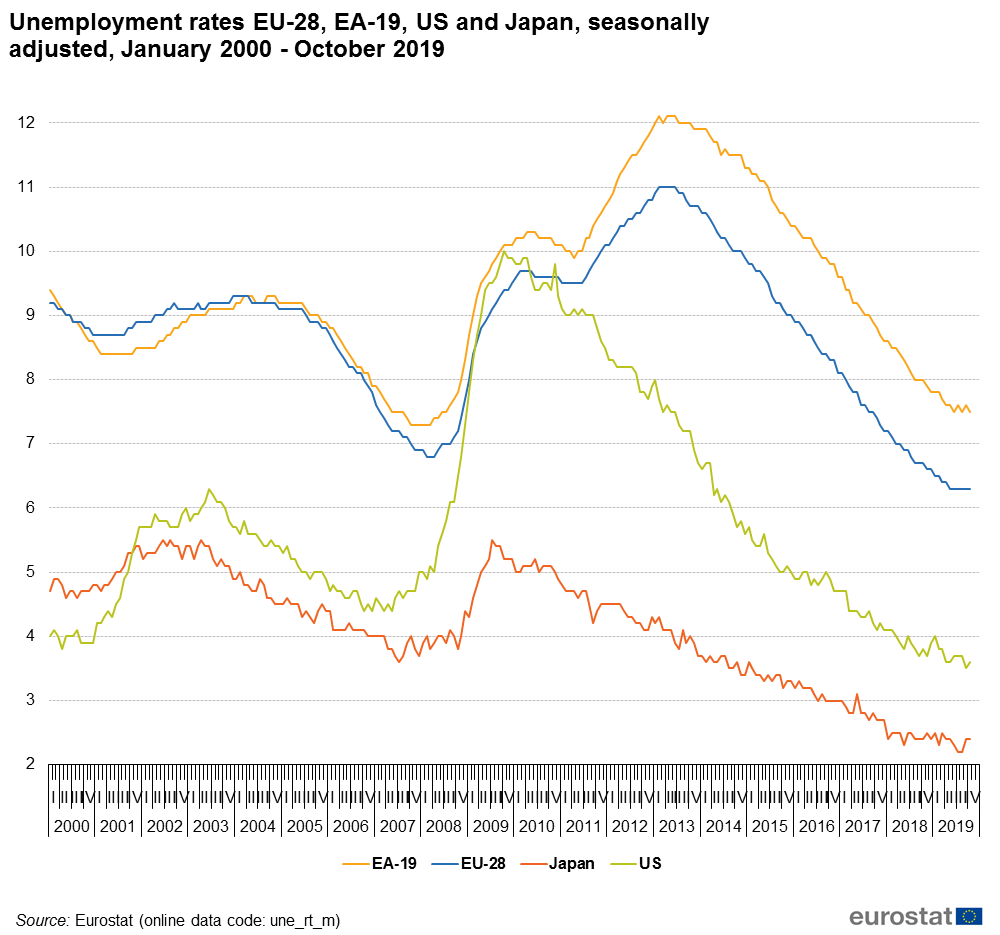
2000년부터 2019년까지 미국, 일본 및 유럽 연합의 실업률

유럽 연합의 통계청인 유럽 연합 통계국은 실업자를 15세에서 74세 사이의 일하지 않고 지난 4주 동안 일자리를 찾았으며 2주 이내에 일을 시작할 준비가 된 사람으로 정의한다. 이 정의는 ILO 기준과 일치한다. 실제 수치와 실업률 모두 보고된다. 통계 데이터는 유럽 연합 전체(EU28) 및 유로존(EA19) 회원국별로 제공된다. 유럽 연합 통계국은 또한 1년 이상 실업 상태인 실업자의 비율로 정의되는 장기 실업률도 포함한다.
주요 출처는 유럽연합 노동력 조사(EU-LFS)이다. 이 조사는 매 분기마다 모든 회원국의 데이터를 수집한다. 월별 계산을 위해서는 분기별 EU-LFS 데이터와 함께 각국 조사 또는 고용 사무소의 각국 등록 데이터가 사용된다. 개별 국가에 대한 정확한 계산은 조화된 월별 데이터를 산출하며, 데이터 가용성에 따라 달라진다.

### 미국 노동통계국

2008년 미국 카운티별 실업률
1.2–3%
3.1–4%
4.1–5%
5.1–6%
6.1–7%
7.1–8%
8.1–9%
9.1–10%
10.1–11%
11.1–13%
13.1–22.9%

미국 노동통계국은 미국 상무부 산하 미국 인구조사국 및 미국 노동부 산하 노동통계국에서 매월 고용 통계를 수집하는 두 가지 다른 노동력 조사를 사용하여 고용 및 실업률(17세 이상)을 측정한다. 현재 인구 조사 (CPS), 또는 "가구 조사"는 60,000 가구 표본을 기반으로 조사를 실시한다. 이 조사는 ILO 정의를 기반으로 실업률을 측정한다.
현재 고용 통계 조사(CES) 또는 "급여 조사"는 160,000개의 기업 및 정부 기관 표본을 기반으로 조사를 수행하며, 이는 400,000명의 개별 고용주를 대표한다. 이 조사는 민간 비농업 고용만 측정하므로 실업률을 계산하지 않으며, ILO 실업률 정의와 다르다. 두 출처는 다른 분류 기준을 가지고 있으며 일반적으로 다른 결과를 산출한다. 정부로부터 추가 데이터도 얻을 수 있는데, 예를 들어 미국 노동부 산하 Employment and Training Administration 내 인력 안보국에서 제공하는 실업 보험 주간 청구 보고서가 있다. BLS는 여기에 연결된 PDF를 통해 최신 수치를 제공한다. BLS는 또한 매월 업데이트되는 읽기 쉽고 간결한 현재 고용 상황 요약을 제공한다.

1950년 이후 U1–U6, 노동통계국 보고

노동통계국은 또한 실업의 다양한 측면을 측정하는 6가지 대체 실업 측정치(U1~U6)를 계산한다.
- U1:[63] 노동력 중 15주 이상 실업 상태인 사람의 백분율.
- U2: 노동력 중 일자리를 잃거나 임시직을 완료한 사람의 백분율.
- U3: ILO 정의에 따른 공식 실업률로, 지난 4주 이내에 일을 적극적으로 찾았지만 일자리가 없는 경우.[64]
- U4: U3 + "낙담 노동자", 즉 현재 경제 상황 때문에 일자리가 없을 것이라고 생각하여 구직 활동을 중단한 사람들.
- U5: U4 + 기타 "한계 부착 노동자" 또는 "느슨하게 부착된 노동자", 즉 일하기를 "원하지만" 최근에 구직 활동을 하지 않은 사람들.
- U6: U5 + 경제적인 이유로 전일제로 일하기를 원하지만 할 수 없는 비상근 노동자(불완전 고용).

참고: "한계 부착 노동자"는 U4, U5, U6의 실업률 계산을 위해 총 노동력에 추가된다. BLS는 1994년에 CPS를 개정했으며, 변경 사항 중 공식 실업률을 나타내는 측정치는 U5에서 U3로 이름이 변경되었다. 2013년에 던컨 D. 헌터 의원은 노동통계국이 현재 U3 대신 U5 비율을 사용하도록 제안했다.
미국 경제 전체 통계는 집단 간의 차이를 숨긴다. 예를 들어, 2008년 1월 미국 실업률은 성인 남성 4.4%, 성인 여성 4.2%, 백인 4.4%, 히스패닉 또는 라틴계(모든 인종) 6.3%, 아프리카계 미국인 9.2%, 아시아계 미국인 3.2%, 청소년 18.0%였다. 또한, 죄수와 수감자가 포함된다면 미국 실업률은 최소 2% 더 높을 것이다.
실업률은 미국 컨퍼런스 보드의 경기선행지수(경제 상황의 거시경제적 측정치)를 포함한 여러 주요 경제 지수에 포함된다.

### 정의의 한계
일부 비평가들은 현재의 실업 측정 방법이 실업이 사람들에게 미치는 영향을 정확하게 반영하지 못한다고 믿는데, 이러한 방법들은 미국 교도소에 수감된 가용 노동 인구의 1.5%(수감 중 일하는지 여부와 관계없이)를 고려하지 않기 때문이다. 또한 시간이 지남에 따라 적극적으로 일자리를 찾는 것을 포기한 낙담 노동자; 자영업을 하거나 자영업을 하고자 하는 사람들(예: 숙련공이나 건축 계약자 또는 정보 기술 컨설턴트); 공식 은퇴 연령 이전에 은퇴했지만 여전히 일하고 싶어 하는 사람들(비자발적 조기 은퇴자); 건강 상태가 완전하지 않지만 자신의 의학적 조건에 맞는 직업에서 일하고 싶어 하는 장애인 연금 수급자; 또는 일주일에 단 한 시간이라도 유급으로 일하지만 풀타임으로 일하고 싶어 하는 사람들을 고려하지 않는다.
마지막 사람들은 "비자발적 파트타임" 노동자, 즉 불완전 고용된 사람들(예: 영구적인 일자리를 찾을 때까지 소매점에서 일하는 컴퓨터 프로그래머), 일하기를 선호하지만 비자발적으로 집에 머무는 어머니, 그리고 학사 학위를 마친 후 가치 있는 일자리를 찾을 수 없는 대학원생 및 전문 대학원생을 말한다.

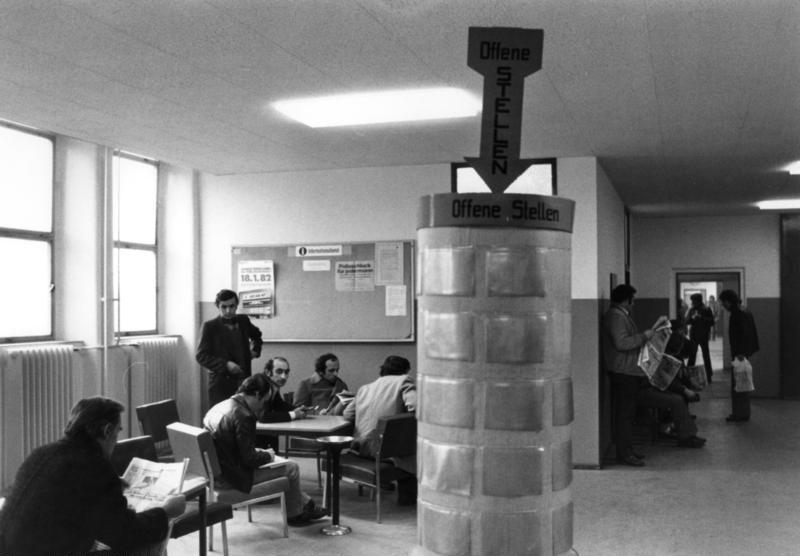
서베를린 서독의 정부 실업 사무소와 구인 목록, 1982년

국제적으로 일부 국가의 실업률은 농업에 종사하는 자영업자 수 때문에 낮게 보이거나 덜 심각하게 보일 수 있다. 소규모 자영농은 종종 자영업자로 간주되므로 실업자가 될 수 없다. 이는 19세기 초 미국과 유럽과 같은 비산업화 경제에 영향을 미칠 수 있는데, 당시에는 많은 사람들이 자영업자인 독립 농부였기 때문에 전체 실업률이 약 3%에 불과했지만, 비농업 실업률은 80%에 달하기도 했다.
많은 경제가 산업화되고 비농업 노동자의 수가 증가한다. 예를 들어, 미국의 비농업 노동력은 1800년 20%에서 1850년 50%, 2000년 97%로 증가했다. 자영업에서 벗어나면서 실업률에 포함되는 인구 비율이 증가한다. 국가 간 또는 시간대별 실업률을 비교할 때는 산업화 및 자영업 수준의 차이를 고려하는 것이 가장 좋다.
또한 고용 및 실업 측정치가 "너무 높을" 수 있다. 일부 국가에서는 고용보험제 혜택의 가용성이 실업자로 등록하도록 유인하여 통계를 부풀릴 수 있다. 구직 활동을 하지 않는 사람들도 혜택을 받기 위해 자신을 실업자로 신고할 수 있으며, 신고되지 않은 유급 직업을 가진 사람들도 일해서 버는 돈 외에 실업 급여를 받으려 할 수 있다.
그러나 미국, 캐나다, 멕시코, 호주, 일본, 유럽 연합에서는 표본 조사(갤럽 여론조사와 유사)를 사용하여 실업률을 측정한다. BLS에 따르면, 여러 동유럽 국가에서도 노동력 조사를 실시했다. 표본 조사는 경제 내 총 노동자 수가 인구 조사가 아닌 표본을 기반으로 계산되기 때문에 자체적인 문제가 있다.
ILO 정의에 따르면 "노동력" 밖에 있으면 고용되지도, 실업자도 아닌 상태일 수 있다. 그런 사람들은 직업도 없고 일자리를 찾고 있지도 않다. 그들 중 많은 수가 학교에 다니거나 은퇴했다. 가족 부양 책임 때문에 다른 사람들은 노동력에서 제외된다. 또 다른 사람들은 신체적 또는 정신적 장애로 인해 노동력에 참여할 수 없다. 어떤 사람들은 단순히 일하지 않고 다른 사람에게 의존하여 생계를 유지하는 것을 선호한다.
일반적으로 고용과 노동력은 금전적 이득을 위해 수행되는 일만을 포함한다. 따라서 전업주부는 노동력의 일부도 아니고 실업자도 아니다. 또한, 풀타임 학생과 죄수는 노동력의 일부도 아니고 실업자도 아닌 것으로 간주된다. 죄수의 수는 중요할 수 있다. 1999년 경제학자 로렌스 F. 카츠와 앨런 B. 크루거는 수감 증가가 1985년부터 1990년대 후반까지 미국에서 측정된 실업률을 0.17% 낮췄다고 추정했다.
경기 활황의 초기 단계에는 실업률이 종종 상승한다. 이는 일자리 시장이 개선됨에 따라 사람들이 노동 시장에 진입하지만(학업을 포기하고 구직 활동을 시작하는 등), 실제로 일자리를 찾을 때까지는 실업자로 간주되기 때문이다. 유사하게, 경기후퇴 기간 동안 실업률 증가는 사람들이 노동 시장을 떠나거나 자영업자처럼 노동 시장에서 달리 할인되는 방식으로 완화된다.
2004년 4분기 경제협력개발기구(Employment Outlook 2005 ISBN 92-64-01045-9)에 따르면, 25세에서 54세 남성의 정규화된 실업률은 미국에서 4.6%, 프랑스에서 7.4%였다. 같은 시기 동일 인구 집단의 고용률(노동자 수를 인구로 나눈 값)은 미국에서 86.3%, 프랑스에서 86.7%였다. 이 예시는 프랑스의 실업률이 미국보다 60% 높았지만, 그 인구 집단에서 프랑스에서 일하는 사람이 미국보다 많았다는 것을 보여준다. 이는 실업률이 노동 시장의 건강 상태를 반영한다고 예상한다면 직관에 반한다.
이러한 결점 때문에 많은 노동 시장 경제학자들은 노동 시장 참여율, 15세에서 64세 사이의 취업 중이거나 구직 중인 인구 비율, 경제 내 풀타임 일자리 총수, 구직자 수를 백분율이 아닌 실제 숫자로 나타낸 것, 그리고 사람들이 일하고 싶어 하는 총 근무 시간에 비해 한 달 동안 실제로 근무한 총 근무 시간과 같은 다양한 경제 통계를 살펴보는 것을 선호한다. 특히 전미경제연구소는 실업률을 사용하지 않고 경기 침체 시기를 정하기 위해 다양한 고용률을 선호한다. 또한, 이코노미스트와 같은 권위 있는 잡지의 일부 기사에서는 경제적 고통을 측정하는 대안적인 방법이 필요하다고 주장했다.

## 영향
경제적 불평등이 증가하는 높은 지속적인 실업은 후속 장기 경제 성장에 부정적인 영향을 미친다. 실업은 자원 낭비이기 때문에 성장을 해칠 수 있다. 재분배 압력과 그에 따른 왜곡을 생성하고, 사람들을 빈곤으로 몰아넣고, 노동 이동성을 제한하며 유동성을 제한하고, 자존감을 침식하며 사회적 혼란, 불안, 갈등을 조장한다. 2013년 노벨 경제학상 수상자 로버트 J. 실러는 미국을 비롯한 전 세계의 불평등 심화가 가장 중요한 문제라고 말했다.

### 비용

#### 개인

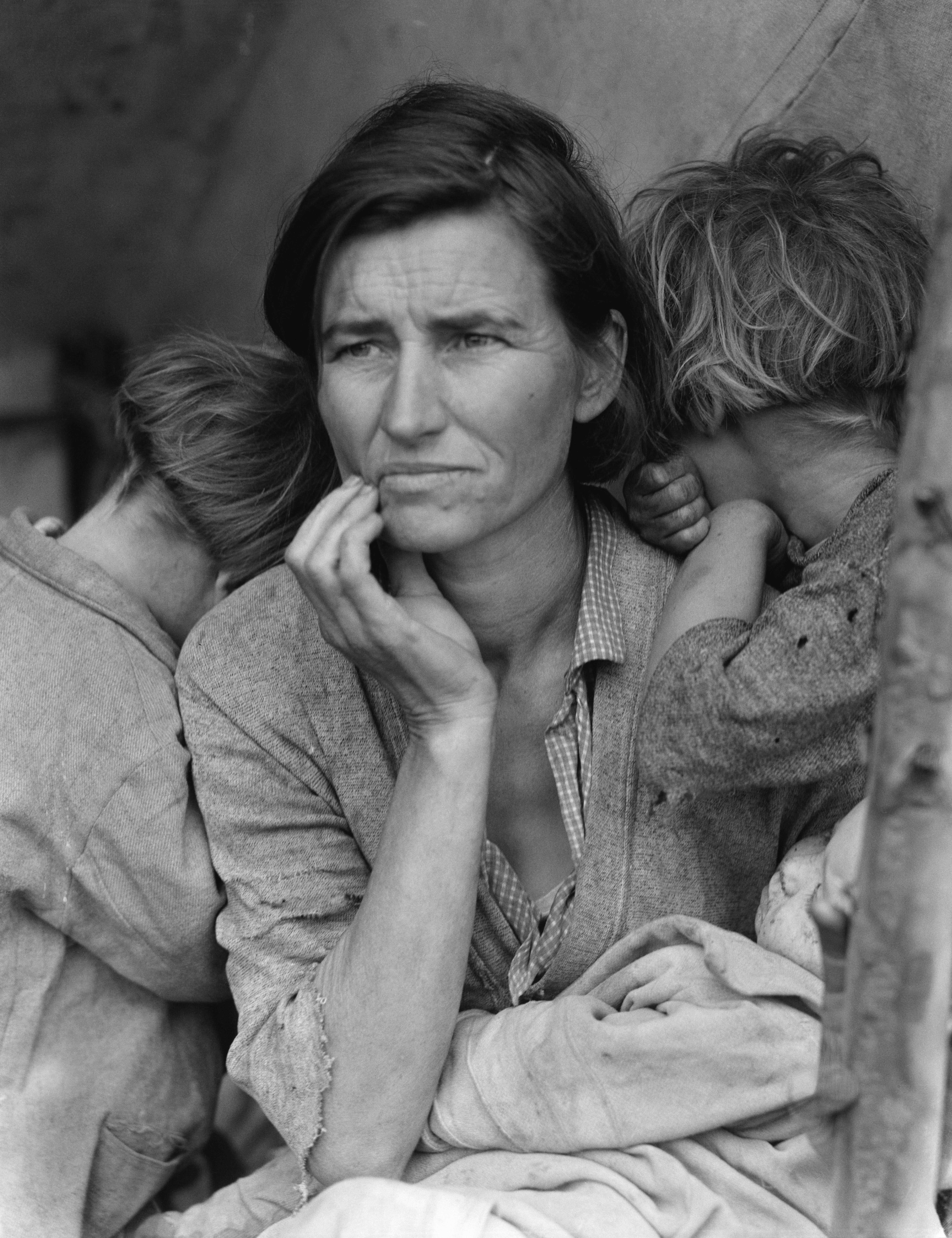
이주민 어머니, 도로시아 랭 촬영, 1936년

실업자들은 재정적 의무를 충족시키기 위해 돈을 벌 수 없다. 모기지 상환이나 임대료를 지불하지 못하면 압류나 강제퇴거를 통해 노숙으로 이어질 수 있다. 미국 전역에서 압류 위기로 인해 노숙자가 된 사람들의 수가 증가하면서 텐트 도시가 형성되고 있다.
실업은 심혈관계 질환, 신체화, 불안장애, 우울증, 자살에 대한 취약성을 증가시킨다. 또한 실업자들은 약물 사용, 불량한 식단, 의사 방문, 담배 흡연, 술 소비, 약물 사용률이 높고, 운동률은 낮다. Social Indicator Research에 발표된 연구에 따르면, 낙관적인 경향이 있는 사람들도 실업 상태에서는 밝은 면을 보기 어렵다고 한다. 실제 생활의 스트레스에 대처하는 개인뿐만 아니라 자원봉사 학생 집단만을 대상으로 한 인터뷰와 독일 참가자(16세~94세)의 데이터를 사용하여 연구자들은 낙관주의자들도 실업 상태에서 어려움을 겪는다는 것을 확인했다.
1979년 M. 하비 브레너는 실업자 수가 10% 증가할 때마다 총 사망률이 1.2%, 심혈관계 질환이 1.7%, 간경화증 환자가 1.3%, 자살률이 1.7%, 체포 건수가 4.0%, 경찰에 신고된 폭행 건수가 0.8% 증가한다는 사실을 발견했다.
2000년 크리스토퍼 룸의 경기 후퇴가 건강에 미치는 영향에 대한 연구에서는 경기 후퇴 기간 동안 여러 건강 지표가 실제로 개선된다는 사실을 발견했다. 경기 침체가 범죄에 미치는 영향과 관련하여, 대공황 기간 동안 범죄율은 감소하지 않았다. 미국의 실업자들은 종종 복지 프로그램(예: 푸드 스탬프)을 이용하거나 채무를 쌓게 되는데, 이는 미국의 실업 보험이 일반적으로 직장에서 받았던 소득의 대부분을 대체하지 않으며, 그러한 지원을 무기한으로 받을 수 없기 때문이다.
모든 사람이 실업으로 인해 똑같이 고통받는 것은 아니다. 9,570명을 대상으로 4년간 진행된 장기 연구에서, 성실한 사람들은 실업자가 되었을 때 두 배 이상 고통받는 것으로 나타났다. 저자들은 이는 성실한 사람들이 왜 실업자가 되었는지에 대해 다른 귀인을 하거나 실패 후 더 강한 반응을 경험하기 때문일 수 있다고 제안했다. 또한 건강 악화에서 실업으로의 역인과 관계의 가능성도 있다.
일부 연구자들은 많은 저소득 일자리가 복지국가의 고용보험제 혜택을 받는 실업보다 실제로 더 나은 선택이 아니라고 주장한다. 그러나 과거에 일하지 않고는 실업 보험 혜택을 받기 어렵거나 불가능하기 때문에, 그러한 일자리와 실업은 대체재라기보다는 상호 보완적이다. (이들은 종종 단기간, 학생이나 경험을 얻으려는 사람들에 의해 고용되며, 대부분의 저임금 일자리에서 이직률은 높다.)
실업자들에게 또 다른 비용은 실업, 재정 자원 부족, 사회적 책임의 결합이 실업 노동자들을 자신의 기술에 맞지 않거나 재능을 활용할 수 없는 직업을 택하도록 밀어붙일 수 있다는 것이다. 실업은 불완전 고용을 야기할 수 있으며, 실직에 대한 두려움은 심리적 불안을 부추길 수 있다. 불안뿐만 아니라 우울증, 자신감 부족, 그리고 건강 문제, 빈곤, 관계 지원 부족에 직면했을 때 증가하는 엄청난 양의 스트레스를 유발할 수 있다.
실업의 또 다른 개인적 비용은 관계에 미치는 영향이다. 2008년 코비치(Covizzi)의 연구는 실업과 이혼의 관계를 조사하여 한 배우자가 실업 상태일 때 부부의 이혼율이 더 높다는 것을 발견했다. 그러나 최근 연구에서는 일부 부부가 재정적 비용을 완화하기 위해 실업 상태일 때 "불행하거나" "건강하지 못한" 결혼 생활을 유지하는 경우가 많다는 것을 발견했다. 2014년 반 데르 메르(Van der Meer)의 연구는 실업으로 인한 낙인이 개인의 복지에 영향을 미치며, 특히 남성의 경우 남성적 정체성이 실업으로 인해 위협받는다고 느끼기 때문에 더욱 그렇다는 것을 발견했다.

#### 성별과 연령
실업은 또한 성별과 관련하여 개인적인 비용을 초래할 수 있다. 한 연구에 따르면 여성은 남성보다 실업을 경험할 가능성이 더 높고, 임시직에서 정규직으로 전환할 가능성이 더 낮다. 성별과 실업에 대한 또 다른 연구에 따르면 남성은 실업으로 인해 더 큰 스트레스, 우울증, 부정적인 영향을 경험할 가능성이 더 높으며, 이는 주로 가장으로서의 역할에 대한 위협으로 인식되기 때문이다. 이 연구는 남성들이 실직 후 실제보다 "덜 남자답게" 보일 것이라고 예상하며, 따라서 재정 위험을 감수하거나 주장을 강화하는 등의 보상 행동에 참여한다는 것을 발견했다. 실업은 남성의 정신건강에 극도로 부정적인 영향을 미 미치는 것으로 관련되어 왔다. 시드니 대학교의 이안 히키(Ian Hickie) 교수는 남성이 여성보다 사회적 네트워크가 더 제한적이며 남성이 일 중심적이라는 증거를 제시했다. 따라서 남성에게 실직은 전체 사회적 관계의 상실을 의미하며, 이는 남성이 매우 빠르게 사회적 고립될 수 있음을 초래할 수 있다. 호주의 경제 침체 시기 졸업이 정신 건강에 미치는 영향에 대한 연구에 따르면, 부정적인 정신 건강 결과는 여성보다 남성에게 더 크고 더 큰 상처를 남긴다. 이러한 영향은 직업 교육이나 중등 교육을 받은 사람들에게 특히 두드러졌다.
실업 비용은 연령에 따라 달라진다. 젊은층과 노년층은 현재 실업을 겪고 있는 두 가지 가장 큰 연령 집단이다. 2007년 야곱과 클라이너트의 연구에 따르면, 자원이 적고 노동 경험이 제한적인 젊은이들(18세에서 24세)은 실업 상태에 있을 가능성이 더 높다. 다른 연구자들은 오늘날 고등학생들이 과거에 비해 일에 대한 가치를 낮게 평가하고 있는데, 이는 일자리의 제한된 가용성을 인지하고 있기 때문일 가능성이 높다고 밝혔다. 연령 스펙트럼의 다른 끝에서는, 연구에 따르면 고령자들은 젊은 노동자들보다 고용에 더 많은 장벽을 가지고 있으며, 일을 얻기 위해 더 강력한 사회적 네트워크가 필요하고, 임시직에서 정규직으로 전환할 가능성도 더 낮다고 한다. 또한 일부 고령자들은 연령 차별을 고용되지 않는 이유로 본다.

#### 사회적

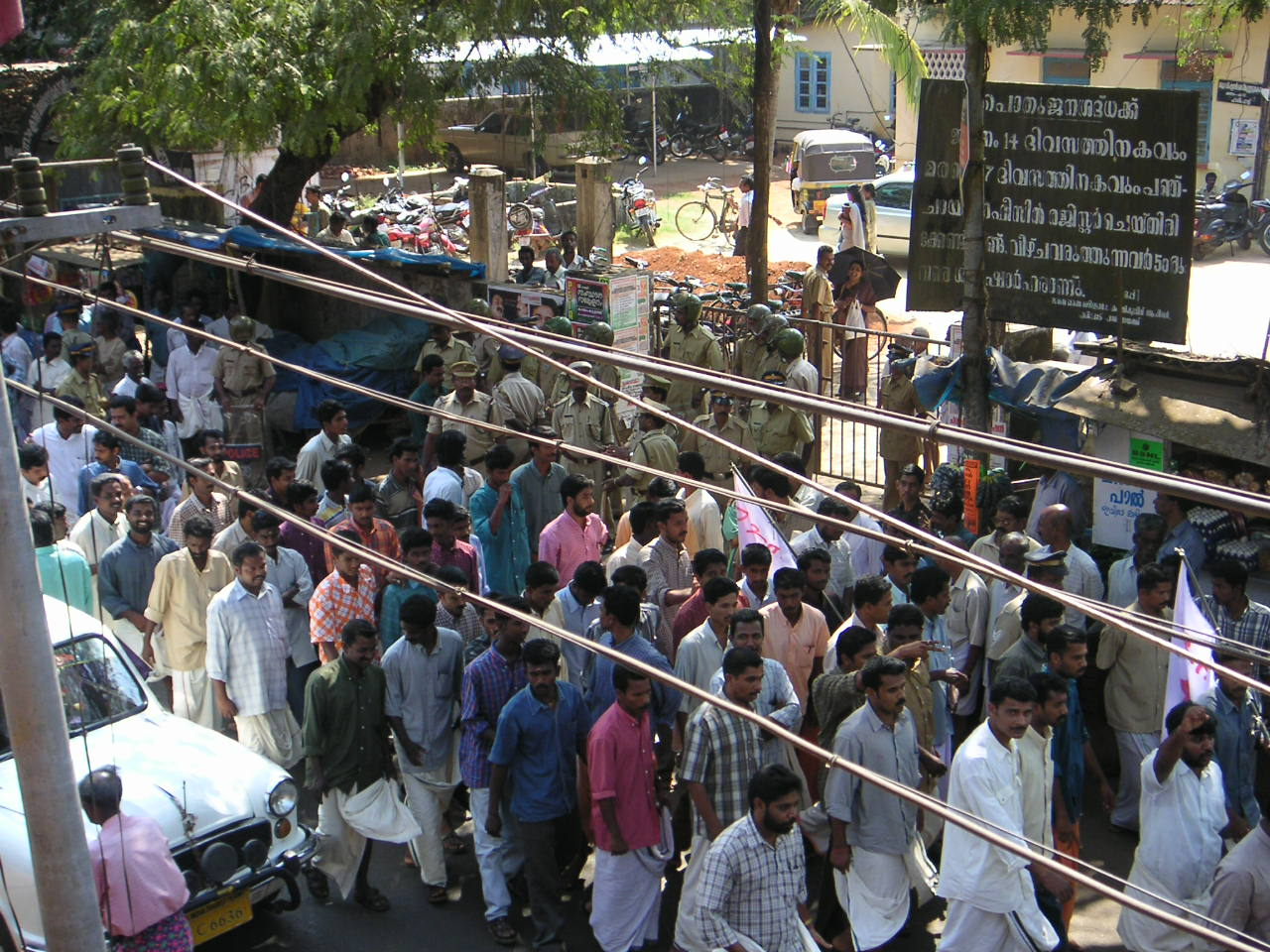
2004년 1월 27일 인도 남부 케랄라주에서 실업에 반대하는 시위

실업률이 높은 경제는 이용 가능한 자원, 특히 노동력을 모두 사용하지 못한다. 생산 가능 곡선 아래에서 운영되기 때문에 모든 노동력이 유용하게 고용된다면 더 높은 산출량을 가질 수 있다. 그러나 경제적 효율성과 실업 사이에는 상충 관계가 있다. 만약 모든 마찰적 실업자가 제안받은 첫 번째 일자리를 수락한다면, 그들은 자신의 기술 수준보다 낮은 수준에서 일할 가능성이 높으며, 이는 경제의 효율성을 감소시킨다.
장기간의 실업 기간 동안 노동자들은 기술을 잃을 수 있으며, 이는 인적 자본 손실로 이어진다. 실업 상태는 노동자들의 기대수명을 약 7년 정도 단축시킬 수도 있다.
높은 실업률은 노동자들이 외국인들이 자신들의 일자리를 훔치고 있다고 두려워하기 때문에 제노포비아와 보호무역을 부추길 수 있다. 국내 노동자들의 기존 일자리를 보존하려는 노력에는 일자리를 원하는 "외부인"에 대한 법적 장벽, 이민 장애물 및 외국 경쟁자에 대한 관세 및 유사한 무역장벽이 포함된다.
높은 실업률은 범죄와 같은 사회 문제도 야기할 수 있다. 만약 사람들이 이전보다 가처분 소득이 적다면, 경제 내 범죄 수준이 증가할 가능성이 매우 높다.
란셋에 발표된 2015년 연구에 따르면, 실업은 전 세계적으로 연간 45,000건의 자살을 유발한다고 추정한다.

#### 사회정치적

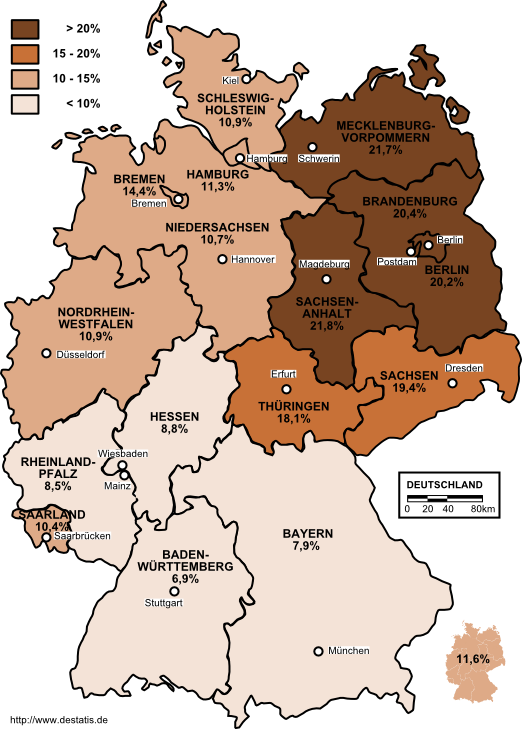
2003년 독일의 주별 실업률

높은 실업률은 시민 불안의 원인이 될 수 있으며, 어떤 경우에는 전체주의와 같은 혁명으로 이어질 수도 있다. 1933년 바이마르 공화국의 붕괴와 아돌프 히틀러의 집권은 제2차 세계 대전과 수천만 명의 사망, 유럽 물리 자본의 대부분 파괴를 초래했는데, 이는 당시 독일의 열악한 경제 상황, 특히 20%가 넘는 높은 실업률 때문으로 돌려진다. 자세한 내용은 중앙 유럽의 대공황을 참조하라.
그러나 바이마르 공화국의 초인플레이션은 나치의 부흥에 직접적인 원인이 되지 않았다. 초인플레이션은 주로 1921년부터 1923년까지, 즉 히틀러의 뮌헨 폭동이 일어난 해에 발생했다. 비록 초인플레이션이 민주적 제도의 신뢰성을 손상시킨 원인으로 비난받았지만, 나치는 초인플레이션 10년 후이자 높은 실업률이 한창이던 1933년에야 정부를 장악했다.
실업률 증가는 전통적으로 어떤 국가에서든 정부의 선거 패배의 핵심 보증인으로 대중과 언론에 의해 간주되어 왔다. 이는 1983년까지 영국에서 합의된 의견이었지만, 마거릿 대처의 보수당 정부는 1979년 영국 총선 이후 실업률이 150만 명에서 320만 명으로 증가했음에도 불구하고 1983년 영국 총선에서 압도적인 승리를 거두었다.

### 이점
실업의 주요 이점은 사람들이 고용되어 현재 고용주의 헤드헌팅 없이도 채용될 수 있다는 것이다. 이는 신규 및 기존 사업 모두가 직원을 채용할 수 있도록 한다.
실업은 마르크스주의적 용어로 산업예비군을 제공함으로써 임금을 통제하여 인플레이션을 방지함으로써 고용되지 않은 사람들에게 "이익"이 된다고 주장된다. 그러나 완전 고용과 지역 인플레이션 간의 직접적인 연관성은 최근 국제무역의 증가로 인해 지역 고용률이 완전 고용 수준으로 상승하더라도 저가 상품이 공급되기 때문에 일부 학자들에 의해 논쟁의 여지가 있다.

샤피로-스티글리츠 모형의 효율 임금에서, 노동자들은 태만을 막는 수준으로 임금을 받는다. 이는 임금이 시장 균형 수준으로 떨어지는 것을 막는다.

 완전 고용은 노동자들이 실업의 가능성으로 위협받지 않으면 태만해질 것이기 때문에 달성될 수 없다. 따라서 태만 방지 조건(NSC로 표시됨) 곡선은 완전 고용에서 무한대로 간다. 최적 실업 수준에서 발생하는 경제 전체에 대한 인플레이션 방지 이점은 광범위하게 연구되었다. 샤피로-스티글리츠 모형은 임금이 0% 실업에 도달할 만큼 충분히 낮아지지 않는다고 제안한다. 이는 고용주들이 임금이 감소하면 노동자들이 태만해지고 노력을 덜 할 것이라는 것을 알기 때문이다. 고용주들은 임금이 너무 낮아 노동자들이 포기하고 비생산적이 되는 것을 막음으로써 태만을 방지한다. 더 높은 임금은 실업을 영속시키지만, 실업의 위협은 태만을 줄인다.
현재의 세계 무역 수준이 발전하기 전에는 실업이 인플레이션을 감소시키는 것으로 나타났다(필립스 곡선에 따름) 또는 NAIRU/자연 실업률 이론에 따라 인플레이션을 감속시키는 것으로 나타났다. 이는 현재 일자리를 잃지 않고 새로운 일자리를 찾는 것이 상대적으로 쉽기 때문이다. 노동자가 적고 일자리가 더 많을 때(실업률이 낮을 때), 이는 노동자들이 자신의 취향, 재능 및 필요에 더 잘 맞는 일자리를 찾을 수 있게 해줄 수 있다.
마르크스주의 실업 이론과 마찬가지로 특수 이익도 이익을 얻을 수 있다. 일부 고용주들은 직업을 잃을 걱정이 없는 직원들이 열심히 일하지 않거나 임금 인상 및 혜택을 요구할 것이라고 예상할 수 있다. 이 이론에 따르면, 실업은 고용주의 수요 독점과 같은 권력(및 이익)에 대한 근거를 강화함으로써 전반적인 노동 생산성과 수익성을 증진시킬 수 있다.
최적 실업은 GDP의 끊임없이 가속화되는 성장을 제어하여 자원 제약과 환경 영향의 맥락에서 지속 가능한 수준을 유지하는 환경 도구로도 옹호되어 왔다. 그러나 의욕적인 노동자에게 일자리를 거부하는 도구는 자원과 환경을 보존하는 데 있어 무딘 수단으로 보인다. 이는 실업자들의 소비를 전반적으로 그리고 단기적으로만 감소시킨다. 실업 노동력을 완전히 고용하여 생산 및 소비를 위한 더 환경 효율적인 방법을 개발하는 목표에 집중하는 것이 더 중요하고 지속적인 누적 환경적 이점과 자원 소비 감소를 제공할 수 있다.
아나키스트 밥 블랙과 같은 "노동 문화" 비판가들은 현대 국가에서 고용이 문화적으로 과도하게 강조된다고 본다. 이러한 비판가들은 종종 가능하면 직장을 그만두고, 덜 일하며, 이를 위해 생활비를 재평가하고, "일"이 아닌 "재미있는" 직업을 만들고, 노동을 건강하지 못한 것으로 보는 문화적 규범을 만들 것을 제안한다. 이들은 삶을 위한 "반노동주의" 윤리를 옹호한다.

### 노동 시간 감소
생산성의 결과로 19세기 동안 노동 시간이 크게 감소했다. 1920년대까지 미국의 평균 주당 노동 시간은 49시간이었지만, 1933년 국가 산업 회복법의 일환으로 40시간(그 이후부터는 초과근무 수당이 적용됨)으로 단축되었다. 대공황 기간 동안 전기화, 대량생산, 농업 기계화로 인한 엄청난 생산성 향상은 이전에 고용되었던 많은 노동자들의 필요를 종식시켰다고 여겨졌다.

## 대책
|                            | 1936          | 1937          | 1938          | 1939          | 1940          | 1941          |
| 고용된 노동자              | 고용된 노동자 | 고용된 노동자 | 고용된 노동자 | 고용된 노동자 | 고용된 노동자 | 고용된 노동자 |
| -------------------------- | ------------- | ------------- | ------------- | ------------- | ------------- | ------------- |
| 공공사업진흥국             | 1,995         | 2,227         | 1,932         | 2,911         | 1,971         | 1,638         |
| 민간 보존단 및 미국 청년청 | 712           | 801           | 643           | 793           | 877           | 919           |
| 기타 연방 사업             | 554           | 663           | 452           | 488           | 468           | 681           |
| 공공 지원 대상 가구        |               |               |               |               |               |               |
| 사회 보장 프로그램         | 602           | 1,306         | 1,852         | 2,132         | 2,308         | 2,517         |
| 일반 구호                  | 2,946         | 1,484         | 1,611         | 1,647         | 1,570         | 1,206         |
| 합계                       |               |               |               |               |               |               |
| 총 지원 가족               | 5,886         | 5,660         | 5,474         | 6,751         | 5,860         | 5,167         |
| 실업 노동자(BLS)           | 9,030         | 7,700         | 10,390        | 9,480         | 8,120         | 5,560         |
| 보장률(가구/실업)          | 65%           | 74%           | 53%           | 71%           | 72%           | 93%           |

사회는 가능한 한 많은 사람들을 고용 상태로 만들기 위해 여러 가지 조치를 시도하며, 특히 전후 경제호황 기간 동안 여러 사회는 장기간 완전 고용에 근접한 상태를 경험했다. 1950년대와 1960년대 영국의 평균 실업률은 1.6%였으며, 호주에서는 1945년 호주 완전 고용 백서가 1970년대까지 지속된 완전 고용 정부 정책을 수립했다.
그러나 1970년대 이후 주류 경제학의 완전 고용 논의는 실업 수준을 자연 실업률 이하로 줄이려는 시도는 실패할 뿐이며, 오히려 생산량 감소와 인플레이션 증가를 초래할 뿐이라고 제안한다.

### 수요 측면 해결책
노동 수요 증가는 경제를 수요곡선을 따라 움직이게 하여 임금과 고용을 증가시킨다. 경제 내 노동 수요는 상품과 서비스 수요에서 파생된다. 따라서 경제 내 상품과 서비스 수요가 증가하면 노동 수요가 증가하여 고용과 임금이 증가한다.
상품 및 서비스 수요를 자극하는 방법은 여러 가지가 있다. 노동 계급(다양한 유형의 저축이나 상품 구매보다는 상품 및 서비스에 증가된 자금을 지출할 가능성이 더 높은 계층)의 임금을 인상하는 것이 제안되는 한 가지 이론이다. 임금 인상은 증가된 통화 공급을 주로 부유한 사람과 기관의 손에 넣는 중앙은행 전략보다 상품 및 서비스 수요를 높이는 데 더 효과적이라고 여겨진다. 통화주의자들은 통화 공급 증가는 일반적으로 단기 수요를 증가시킨다고 제안한다. 장기 수요의 경우, 증가된 수요는 인플레이션에 의해 상쇄된다. 재정 지출 증가는 총수요를 높이는 또 다른 전략이다.
실업자에게 지원을 제공하는 것은 상품 및 서비스 소비의 삭감을 방지하기 위해 사용되는 전략으로, 이는 추가적인 실업과 소비 및 수요의 추가적인 감소라는 악순환으로 이어질 수 있다. 많은 국가들이 사회 복지 프로그램을 통해 실업자들을 돕는다. 이러한 실업 급여에는 고용보험제, 실업 수당, 복지, 재훈련 지원을 위한 보조금이 포함된다. 이러한 프로그램의 주요 목표는 단기적인 어려움을 완화하고, 더 중요하게는 노동자들이 일자리를 찾는 데 더 많은 시간을 허용하는 것이다.
실업에 대한 직접적인 수요 측면 해결책은 정부가 유능한 빈곤층을 고용하는 것이다. 이는 17세기부터 1948년까지 영국에서 구빈원이라는 제도로 두드러지게 시행되었는데, 이는 실업자에게 가혹한 조건과 낮은 임금으로 일자리를 제공하여 그들의 사용을 단념시켰다. 현대적인 대안은 정부가 생활임금으로 일자리를 보장하는 일자리 보장 제도이다.
임시 조치에는 공공사업진흥국과 같은 공공사업 프로그램이 포함될 수 있다. 정부 지원 고용은 위기 시기를 제외하고는 실업 문제의 해결책으로 널리 지지되지 않는다. 이는 공공 부문 일자리의 존재가 민간 부문 고용에서 발생하는 세금 수입에 직접적으로 의존하기 때문이다.

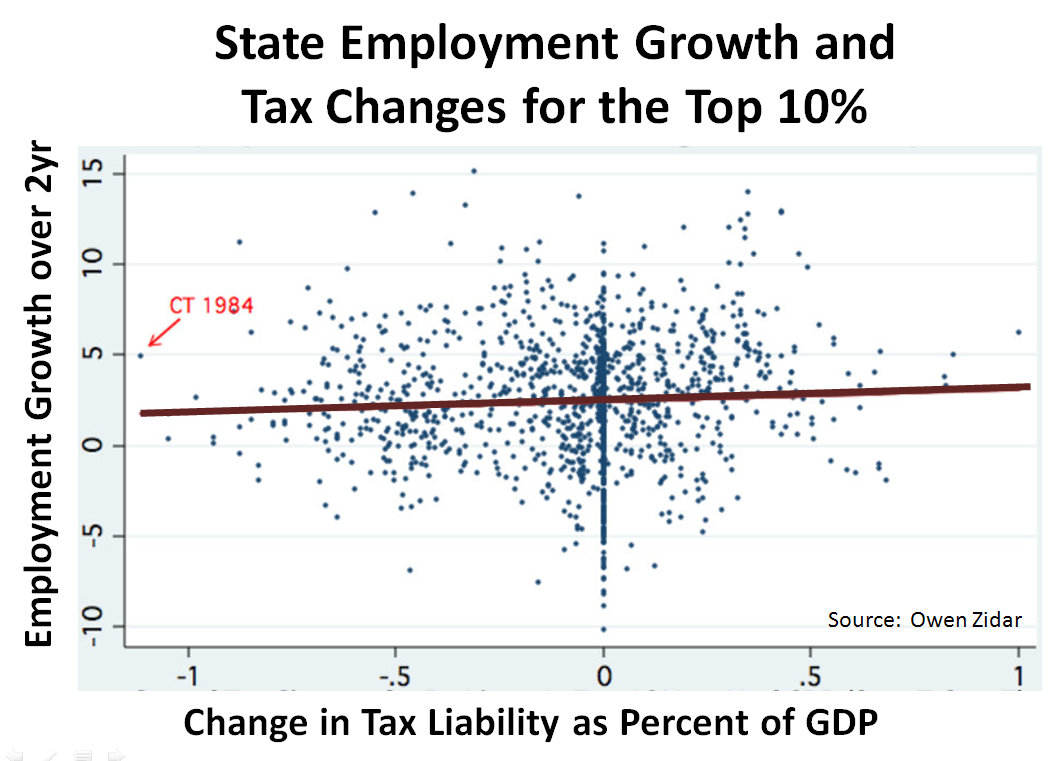
공급측면 경제학은 낮은 세금이 고용 성장을 이끈다고 제안한다. 미국 주별 과거 데이터는 이질적인 결과를 보여준다.

미국에서는 실업 보험 수당이 오로지 이전 소득(근무 시간, 가족 규모 등은 아님)에만 기반하며, 일반적으로 이전 소득의 3분의 1을 보상한다. 자격을 얻으려면 해당 주에 최소 1년 이상 거주하고 일해야 한다. 이 시스템은 1935년 사회 보장법에 의해 설립되었다. 시민의 90%가 실업 보험에 가입되어 있지만, 40% 미만이 혜택을 신청하고 받는다. 그러나 경기 침체기에는 혜택을 신청하고 받는 사람의 수가 증가한다. 고도로 계절적인 산업의 경우, 이 시스템은 비수기 동안 노동자들에게 소득을 제공하여 그들이 해당 산업에 계속 종사하도록 장려한다.

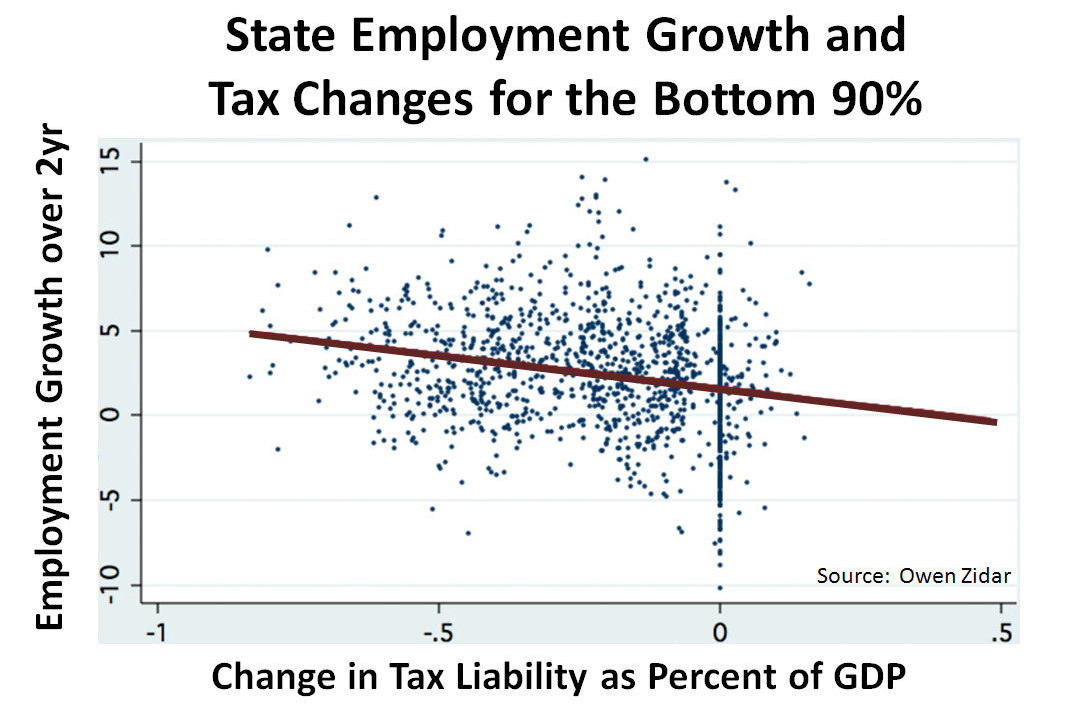
고소득층(상위 10%)에 대한 세금 인하는 고용 증가와 상관관계가 없지만, 저소득층(하위 90%)에 대한 세금 인하는 고용 증가와 상관관계가 있다.

고전파 경제학 이론에 따르면 시장은 수요와 공급이 일치하는 균형에 도달하며, 시장 가격에 팔고자 하는 모든 사람은 그렇게 할 수 있다. 그 가격에 팔고 싶지 않은 사람은 그렇지 않다. 노동 시장에서 이것은 고전적 실업이다. 통화 정책과 재정 정책은 모두 경제의 단기 성장을 증가시켜 노동 수요를 증가시키고 실업을 감소시키는 데 사용될 수 있다.

### 공급 측면 해결책
그러나 노동 시장은 100% 효율적이지 않다. 비록 관료주의보다는 효율적일 수 있다. 일부는 최저 임금과 노동조합 활동이 임금 하락을 막아 너무 많은 사람들이 현재 가격으로 노동력을 팔고 싶어 하지만 그렇게 할 수 없게 만든다고 주장한다. 이는 노동 시장에 완전 경쟁이 존재한다고 가정하며, 특히 단일 주체가 임금 수준에 영향을 미칠 만큼 크지 않고 직원들의 능력이 유사하다고 가정한다.
공급측면 정책의 옹호자들은 이러한 정책이 노동 시장을 더 유연하게 만듦으로써 문제를 해결할 수 있다고 믿는다. 여기에는 최저 임금 폐지와 노동조합의 권력 감소가 포함된다. 공급측면주의자들은 그들의 개혁이 노동 비용을 줄임으로써 장기 성장을 증가시킨다고 주장한다. 상품과 서비스의 증가된 공급은 더 많은 노동자를 필요로 하며, 이는 고용을 증가시킨다. 기업에 대한 세금 인하와 규제 완화를 포함하는 공급측면 정책이 일자리를 창출하고 실업을 줄이며 노동의 국민 소득 분담을 감소시킨다고 주장된다. 다른 공급측면 정책에는 노동자들이 고용주에게 더 매력적으로 보이도록 교육하는 것이 포함된다.

## 역사

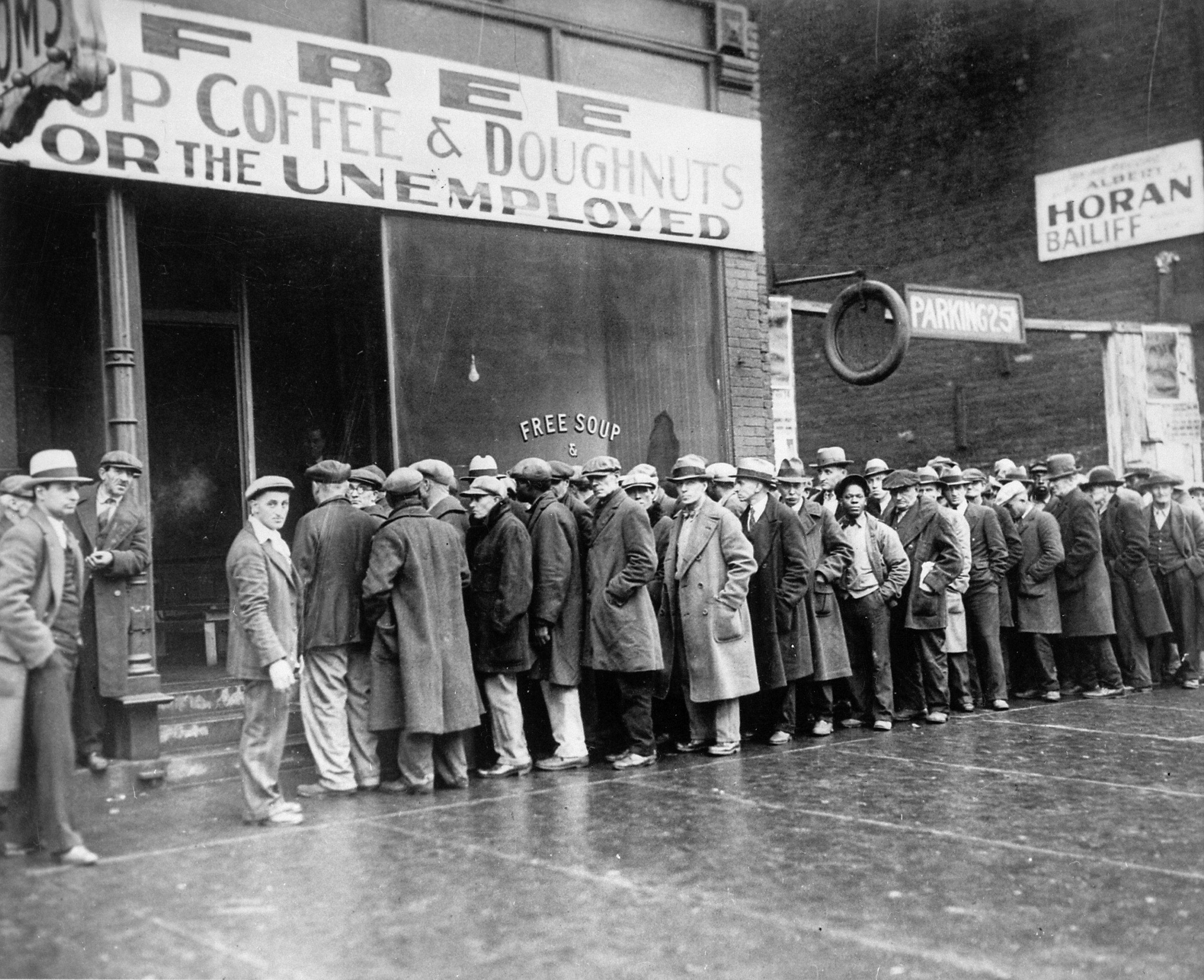
대공황 시기 미국 일리노이주 시카고의 무료 급식소 밖에서 줄을 서 있는 실업자들, 1931년

실업은 항상 체계적으로 인식되거나 측정되지 않았기 때문에 관련 역사적 기록이 상대적으로 제한적이다. 산업화는 규모의 경제를 수반하며, 이는 종종 개인이 자영업을 할 수 있는 자본을 소유하지 못하게 한다. 기업에 참여하거나 일자리를 창출할 수 없는 개인은 실업자이다. 개인 농부, 목장주, 방직공, 의사, 상인 등이 대기업으로 조직되면서 참여하거나 경쟁할 수 없는 사람들은 실업자가 된다.
실업의 개념은 전 세계 경제가 산업화되고 관료화되면서 서서히 인식되었다. 그 전에는 전통적인 자급자족 원주민 사회에는 실업이라는 개념이 없었다. "실업" 개념의 인식은 영국에서 잘 문서화된 역사적 기록을 통해 가장 잘 나타난다. 예를 들어, 16세기 영국에서는 부랑자와 실업자를 구별하지 않았다. 둘 다 단순히 "건장한 거지"로 분류되어 처벌받고 쫓겨났다.

### 16세기
1530년대 수도원의 폐쇄는 로마 가톨릭 교회가 빈민을 도왔기 때문에 빈곤을 증가시켰다. 또한, 튜더 시대 동안 인클로저가 크게 증가했다. 게다가 인구도 증가하고 있었다. 일자리를 찾을 수 없는 사람들은 굶주리거나 법을 어기는 끔찍한 선택에 직면했다. 1535년에는 소득과 자본에 대한 세금으로 재정을 조달하여 실업 문제 해결을 위한 공공사업 시스템 구축을 요구하는 법안이 발의되었다. 1년 후에 통과된 법은 부랑자를 채찍질하고 교수형에 처할 수 있도록 허용했다.
1547년에 부랑자를 형사법의 극단적인 조항에 종속시키는 법안이 통과되었다. 첫 번째 범죄는 2년의 강제 노동과 "V" 낙인, 두 번째 범죄는 사형이었다. 헨리 8세의 통치 기간 동안 약 72,000명이 처형된 것으로 추정된다. 1576년 법에서는 각 도시가 실업자에게 일자리를 제공하도록 요구되었다.
세계 최초의 정부 지원 복지 프로그램 중 하나인 1601년 구빈법은 일할 수 없는 사람과 고용을 거부하는 건장한 사람을 명확히 구분했다. 잉글랜드와 웨일스, 스코틀랜드, 아일랜드의 구빈법 체계 하에서, 구빈원은 스스로를 부양할 수 없는 사람들이 살고 일할 수 있는 곳이었다.

### 산업혁명부터 19세기 말까지
18세기 도시와 시골 모두에서 빈곤은 매우 눈에 띄는 문제였다. 세기 말 프랑스와 영국에서는 사람들의 약 10%가 음식 때문에 자선이나 구걸에 의존했다고 추정된다.— 잭슨 J. 슈필포겔, , 2008, Western Civilization: Since 1500. Cengage Learning. p.566. ISBN 0-495-50287-1

 1776년까지 잉글랜드와 웨일스에는 약 1,912개의 교구 및 법인 구빈원이 설립되어 거의 10만 명의 빈민을 수용했다.

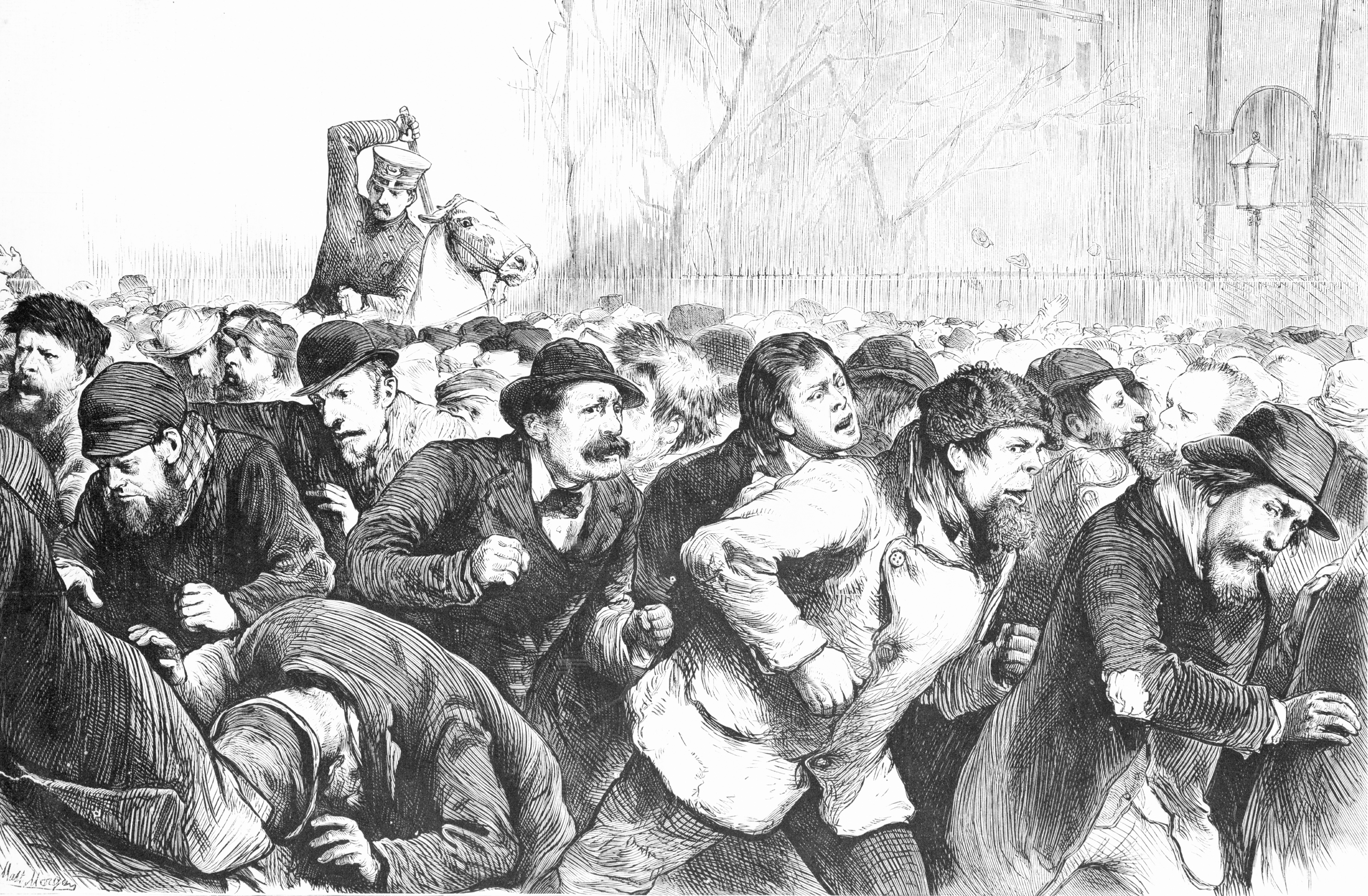
1873년 공황: 1874년 뉴욕 맨해튼 톰킨스 스퀘어 파크에서 뉴욕 시 경찰이 실업자들을 폭력적으로 공격하는 삽화

1844년 프리드리히 엥겔스가 잉글랜드 노동계급의 상황에서 영국 방직공들의 비참한 생활 수준을 묘사했다. 1892년 판 서문에서 엥겔스는 1844년에 그가 쓴 극심한 빈곤이 거의 사라졌다고 언급했다. 데이비드 에임스 웰스 또한 19세기 말 영국에서 생활 조건이 개선되었고 실업률이 낮았다고 언급했다.
19세기 미국에서 노동력 부족과 높은 임금은 당대의 기록에 잘 문서화되어 있다. 다음은 그 예이다.
"노동 계급은 수가 비교적 적지만, 이는 거의 모든 산업 분야에서 기계 사용을 불러오는 열의로 상쇄되거나, 실제로 그 원인 중 하나일 수 있다. 기계가 수작업을 대체할 수 있는 곳이라면 어디든 보편적으로 기꺼이 사용된다.... 이러한 노동 시장의 조건과, 기계가 적용될 수 있는 곳이라면 어디든 기꺼이 기계에 의존하는 태도가 우수한 교육과 지능의 인도 하에 미국이 현저한 번영을 이룬 이유이다."— 조지프 휘트워스, 1854

노동력 부족은 미국의 노예제 경제학의 한 요인이었다.
새로운 영토가 개방되고 연방 토지 판매가 이루어지면서 토지를 개간하고 새로운 주택을 건설해야 했다. 매년 수십만 명의 이민자들이 미국으로 와서 운하를 파고 철도를 건설하는 일자리를 찾았다. 19세기 대부분 동안 거의 모든 작업은 손이나 말, 노새, 황소로 이루어졌는데, 이는 기계화가 거의 없었기 때문이다. 19세기 대부분 동안 주당 노동 시간은 60시간이었다. 당시 실업률은 1~2% 사이였다.
빡빡한 노동 시장은 노동자들이 19세기, 특히 마지막 수십 년 동안 실질 임금을 인상시킨 세속적 디플레이션 기간 동안 명목 임금을 유지하거나 인상할 수 있도록 함으로써 생산성 향상에 기여했다.

### 20세기
제1차 세계 대전 중에는 노동력 부족이 있었다. 포드 자동차는 이직률을 줄이기 위해 임금을 두 배로 인상했다. 1925년 이후 실업률은 점차 상승하기 시작했다.
1930년대에는 대공황이 전 세계 실업률에 영향을 미쳤다. 독일과 미국에서는 1932년에 실업률이 약 25%에 달했다.
잉글랜드 북동부의 일부 마을과 도시에서는 실업률이 70%에 달했으며, 전국 실업률은 1932년에 22% 이상으로 최고치를 기록했다. 캐나다의 실업률은 대공황이 절정에 달했던 1933년에 27%에 달했다. 1929년 미국의 실업률은 평균 3%였다.

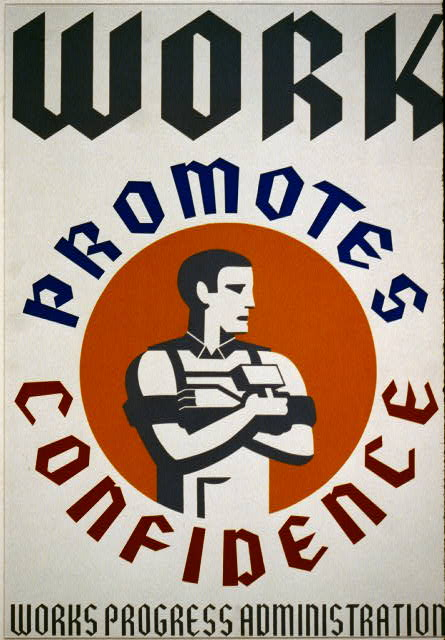
고용의 이점을 홍보하는 공공사업진흥국 포스터

미국에서 공공사업진흥국 (1935–43)은 가장 큰 일자리 창출 프로그램이었다. 이 프로그램은 실업 급여 수급자들("실업 수당")을 주로 비숙련 노동자로 고용했다.
뉴딜 시대 동안 3백만 명이 넘는 실업 청년 남성들이 집을 떠나 민간 보존단이 관리하는 2600개 이상의 노동 캠프에 6개월 동안 배치되었다.
영국의 실업률은 1930년대 대공황이 완화되면서 떨어졌고, 제2차 세계 대전 이후에도 낮은 수준(한 자리수)을 유지했다.
프레드릭 밀스(Fredrick Mills)는 미국에서 근무 시간 감소의 51%가 생산량 감소 때문이었고 49%는 생산성 증가 때문이었다는 것을 발견했다.
1972년까지 영국의 실업은 100만 명을 넘어섰고, 1970년대 말에는 인플레이션도 높은 가운데 더욱 심화되었다. 마거릿 대처의 보수당 정부의 통화주의 경제 정책으로 1979년 이후 인플레이션은 줄었지만, 1980년대 초반 실업률은 급증하여 1982년에는 300만 명을 넘어섰는데, 이는 약 50년 만에 볼 수 없었던 수준이었다. 이는 노동력의 8분의 1에 해당하는 수치였으며, 석탄 채굴과 같이 쇠퇴하는 산업에 의존했던 일부 지역에서는 실업률이 20%를 초과했다.
그러나 당시에는 다른 모든 주요 산업 국가에서도 높은 실업률을 기록했다. 1983년 봄까지 실업률은 지난 12개월 동안 6% 상승했는데, 일본은 10%, 미국은 23%, 서독은 34%(재통일 7년 전)에 달했다.
영국의 실업률은 1987년 봄 경제 호황이 찾아올 때까지 300만 명 이상을 유지했다. 1989년 말까지 실업률은 160만 명으로 떨어졌다. 그러나 인플레이션은 7.8%에 달했고, 다음 해에는 9.5%로 9년 만에 최고치를 기록하며 이자율 상승으로 이어졌다.
또 다른 경기 침체는 1990년부터 1992년까지 발생했다. 실업률은 증가하기 시작했고, 1992년 말까지 영국에서 거의 300만 명이 실업 상태였지만, 강력한 경제 회복으로 이 수치는 곧 감소했다. 1993년까지 인플레이션은 1.6%로 떨어졌고, 실업률은 빠르게 감소하기 시작하여 1997년 초에는 180만 명을 기록했다.

### 21세기

일본의 실업률. 빨간 선은 G7 평균.
15-24세(가는 선)는 청년 실업이다.

유로를 사용하는 16개 유럽 연합(EU) 국가의 공식 실업률은 또 다른 경기 침체의 결과로 2009년 12월 10%로 상승했다. 라트비아는 2009년 11월 22.3%로 EU에서 가장 높은 실업률을 기록했다. 유럽의 젊은 노동자들은 특히 큰 타격을 입었다. 2009년 11월, EU27의 15-24세 실업률은 18.3%였다. 25세 미만 중 스페인의 실업률은 43.8%였다. 2010년 이후 유럽 국가의 3분의 2에서 실업률이 증가했다.
21세기에 접어들면서 영국의 실업률은 낮게 유지되었고 경제는 강세를 보였지만, 프랑스와 독일과 같은 다른 유럽 경제들은 경미한 경기 침체와 상당한 실업 증가를 경험했다.
2008년, 경기 침체가 영국에 또 다른 실업 증가를 가져왔는데, 15년간의 경제 성장과 실업률의 주요 증가 없이 말이다. 2009년 초, 실업률은 200만 명을 넘어섰고, 경제학자들은 곧 300만 명에 달할 것이라고 예측했다. 그러나 경기 침체는 2010년 1월에 끝났다고 선언되었고, 실업률은 2011년에 거의 270만 명으로 최고치를 기록하여, 300만 명에 달할 것이라는 우려를 완화시키는 듯했다. 2011년 영국의 젊은 흑인 실업률은 47.4%였다. 2013/2014년에는 고용률이 1,935,836명에서 2,173,012명으로 증가했는데, 이는 영국이 더 많은 일자리를 창출하고 있으며 2014/2015년에 7.2% 추가 증가가 예상된다는 것을 보여준다.
대침체는 여성에 비해 불균형적으로 많은 남성들이 일자리를 잃었기 때문에 "남성 실업"이라고 불렸다. 성별 격차는 2009년 미국에서 넓어졌는데, 당시 남성 경제활동인구의 10.5%가 실업 상태였던 반면, 여성은 8%였다. 미국에서 경기 침체로 인해 사라진 일자리의 4분의 3은 남성들이 차지하고 있었다.
2005년 4월 26일 자 아시아 타임즈 기사는 "지역 강국인 남아프리카에서는 지난 2년 동안 중국산 상품 유입으로 인해 약 30만 명의 섬유 노동자들이 일자리를 잃었다"고 언급했다. 경제 정책 연구소(EPI)의 연구에 따르면, 미국의 대중국 무역 적자 증가로 인해 2001년부터 2008년까지 240만 개의 미국 일자리가 사라졌다. 2000년부터 2007년까지 미국은 총 320만 개의 제조업 일자리를 잃었다. 2001년 9·11 테러 이후 복무한 미군 참전용사 중 12.1%가 2011년 기준으로 실업 상태였으며, 18-24세 남성 참전용사 중 29.1%가 실업 상태였다. 2016년 9월 기준으로 전체 참전용사 실업률은 4.3%였다. 2017년 9월까지 이 수치는 3%로 떨어졌다.
세계 30대 부국에서 2007년 말부터 2010년 말까지 약 2천5백만 명이 일자리를 잃었는데, 이는 경제 침체로 인해 대부분의 국가가 경기후퇴에 빠졌기 때문이다. 2010년 4월 미국의 실업률은 9.9%였지만, 정부의 광범위한 U-6 실업률은 17.1%였다. 2012년 4월 일본의 실업률은 4.6%였다. 2012년 기사에서 파이낸셜 포스트는 "전 세계적으로 거의 7,500만 명의 청년이 실업 상태이며, 이는 2007년 이후 400만 명 이상 증가한 수치이다. 금융 위기 이후 부채 위기가 닥친 유럽 연합에서는 청년 실업률이 지난 해 12.5%에서 18%로 상승했다"고 보도했다. 2018년 3월 기준으로 미국의 실업률 통계에 따르면 실업률은 4.1%로, 정상 범위인 4.5~5.0%보다 낮았다.
2021년, 코로나19 범유행 기간 동안 비백인 여성과 자녀가 있는 여성의 노동력 참여율이 크게 감소하여 약 2천만 명의 여성이 직장을 떠났다. 남성은 거의 영향을 받지 않았으며, 일부는 이 현상을 "여성 실업"으로 묘사하기도 했다.

## 같이 보기
- 실업률에 따른 나라 목록
- 장기 실업률에 따른 OECD 나라 목록
- 필립스곡선
- 고용
- 불완전 고용
- 기본소득
- 고용률